# Дзуйкаку
Авиано́сец «Дзуйкаку» (Священный журавль) ВМС Императорской Японии  (яп.  「瑞鶴」 航空母艦,  ; Дзуйкаку кокубокан) — тяжёлый авианосец Императорской Японии 1940-х годов проекта «Сёкаку». Принимал активное участие почти во всех боевых действиях на Тихом океане, в том числе в ударах по Тихоокеанскому флоту ВМС США и Дальневосточному Флоту ВМС Великобритании; в наступательной операции у о. Новая Гвинея; в оборонительных операциях у архипелагов Восточных Соломоновых островов, Санта-Крус и Марианских островов. Из всех тяжёлых кораблей Императорской Японии по количеству боевых выходов и стратегических операций уступает только АВ Энтерпрайз ВМС США. Уничтожен торпедными атаками авиации ВМС США в ходе оборонительной операции у Филиппинского архипелага осенью 1944 года.

## История проекта

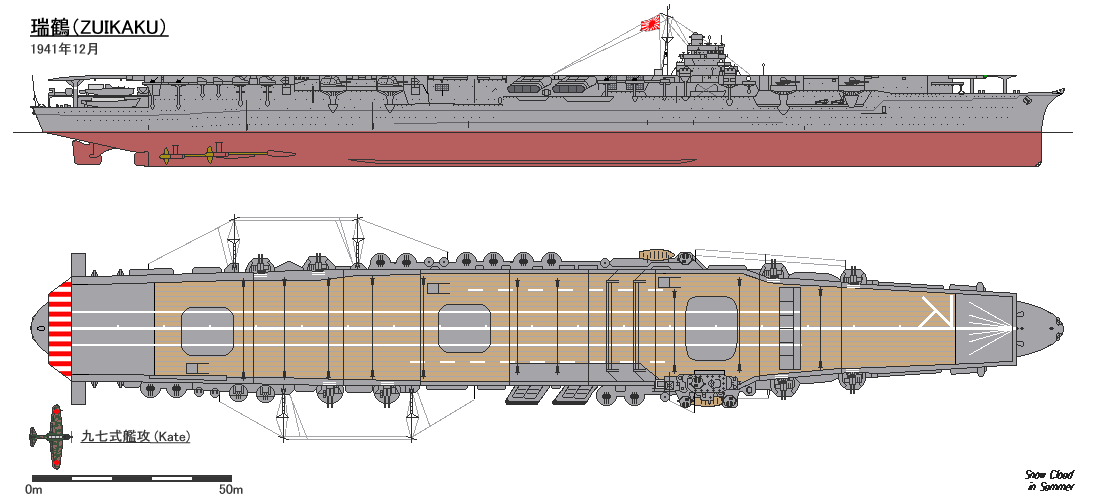
Схема окраски АВ Дзуйкаку (1941 г.)
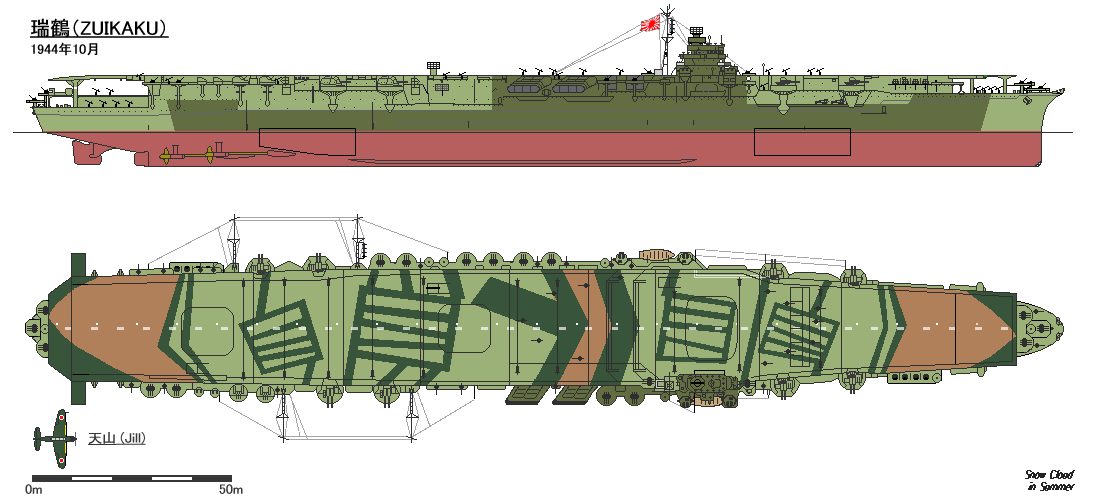
Схема окраски АВ Дзуйкаку (1944 г.)

Авианосцы проекта Сёкаку были первыми авианесущими кораблями ВМС Императорской Японии, построенными без учёта ограничений Международных договоров об ограничении ВМС 1922 г (г. Вашингтон) и 1930 г (г. Лондон). Проект разрабатывался на основе предыдущего проекта Хирю, при этом снятие ограничений водоизмещения позволило значительно улучшить проект. Дополнительный тоннаж был использован для усиления бронезащиты, увеличения высоты корпуса, установку более мощной ГЭУ, усиление противоторпедной защиты, увеличение числа авиации и усиление зенитного вооружения. Проект получился крайне удачным, по своим основным характеристикам оставаясь лучшим авианосным проектом Императорской Японии. Второй корпус проекта — Дзуйкаку — имел мощный бронепояс (до 21,5 см), бронепалубу (17 см) и противоторпедную защиту по образцу тяжелых крейсеров. Слабым местом была небронированная полетная палуба, небронированные цистерны и бензопроводы, создававшие высокую пожароопасность. Авиация располагалась в двухъярусных ангарах под полётной палубой, оборудованных тремя подъёмниками. Значительная длина полетной палубы позволила отказаться от использования катапульт, причем корабль имел возможность посадки авиации с обеих оконечностей. Трубы дымосброса располагались на правой стороне позади небольшой надстройки. В ходе войны на авианосце не раз проводились модернизации с учётом опыта, приобретённого в боевых действиях. После сражения в Коралловом море, ангары были оборудованы противопожарными жалюзи, постами и системой автоматического углекислотного пожаротушения.

### Вооружение

#### Авиационное
По первоначальному проекту авиационная БЧ кораблей имела в своем составе 4 эскадрильи (ИА, пикировочной, торпедоносной и разведывательной авиации), 8 рот (72 экипажа) и 96 ед. корабельной авиации:
- АвиаБЧ Дзуйкаку (проект)
  - Истребительная эскадрилья
    - 1 рота (12 ед.)

  - Торпедоносная эскадрилья
    -  2 роты (24 ед.)

  - Легкобомбардировочная эскадрилья 
    -  2 роты (24 ед.)

  - Разведывательная эскадрилья 
    -  1 рота (12 ед.)

  -  Самолетокомплекты
    -  24 ед. (по 6 ед. на эскадрилью)

Ко времени вступления в строй И-96 и ЛБ-96 (обр. 1936 г.) были заменены на ЛБ-99 и И-0 (обр. 1939 г. и 1940 г.), а разведчики С3N, в серию не пошли. АвиаБЧ стала включать 72 экипажа и 84 ед. авиации (12 самолетокомплектов), а функции разведки возлагались на охранение. В ходе войны появились последние модификации И-0, пикировщики Комета и торпедоносцы Тяньшань.
| Период           | ИАЭ                 | ЛБАЭ                  | ТАЭ                   | РАЭ              | Самолето- комплекты | АвиаБЧ         |
| ---------------- | ------------------- | --------------------- | --------------------- | ---------------- | ------------------- | -------------- |
|                  |                     |                       |                       |                  |                     |                |
| конец 1941 г.    | 2 роты И-0 (18 ед.) | 3 роты ЛБ-99 (27 ед.) | 3 роты Т-97 (27 ед.)  | нет              | нет                 | 8 рот (72 ед.) |
| весна 1942 г.    | 2 роты И-0 (18 ед.) | 1 рота ЛБ-99 (9 ед.)  | 2 роты Т-97 (18 ед.)  | 1 ед. Р-2        | 8 ед.               | 6 рот (63 ед.) |
| до конца 1942 г. | 3 роты (27 ед. И-0) | 3 роты (27 ед. ЛБ-99) | 2 роты Т-97 (18 ед.)  | нет              | нет                 | 8 рот (72 ед.) |
| 1943-44 гг.      | то же               | то же                 | то же                 | 3 ед. Р-2        | нет                 | 8 рот (75 ед.) |
| осень 1944 гг.   | 5 рот И-0 (44 ед.)  | нет                   | рота Тяньшань (9 ед.) | рота Р-2 (7 ед.) | 5 ед.               | 8 рот (65 ед.) |

#### Артиллерийское вооружение

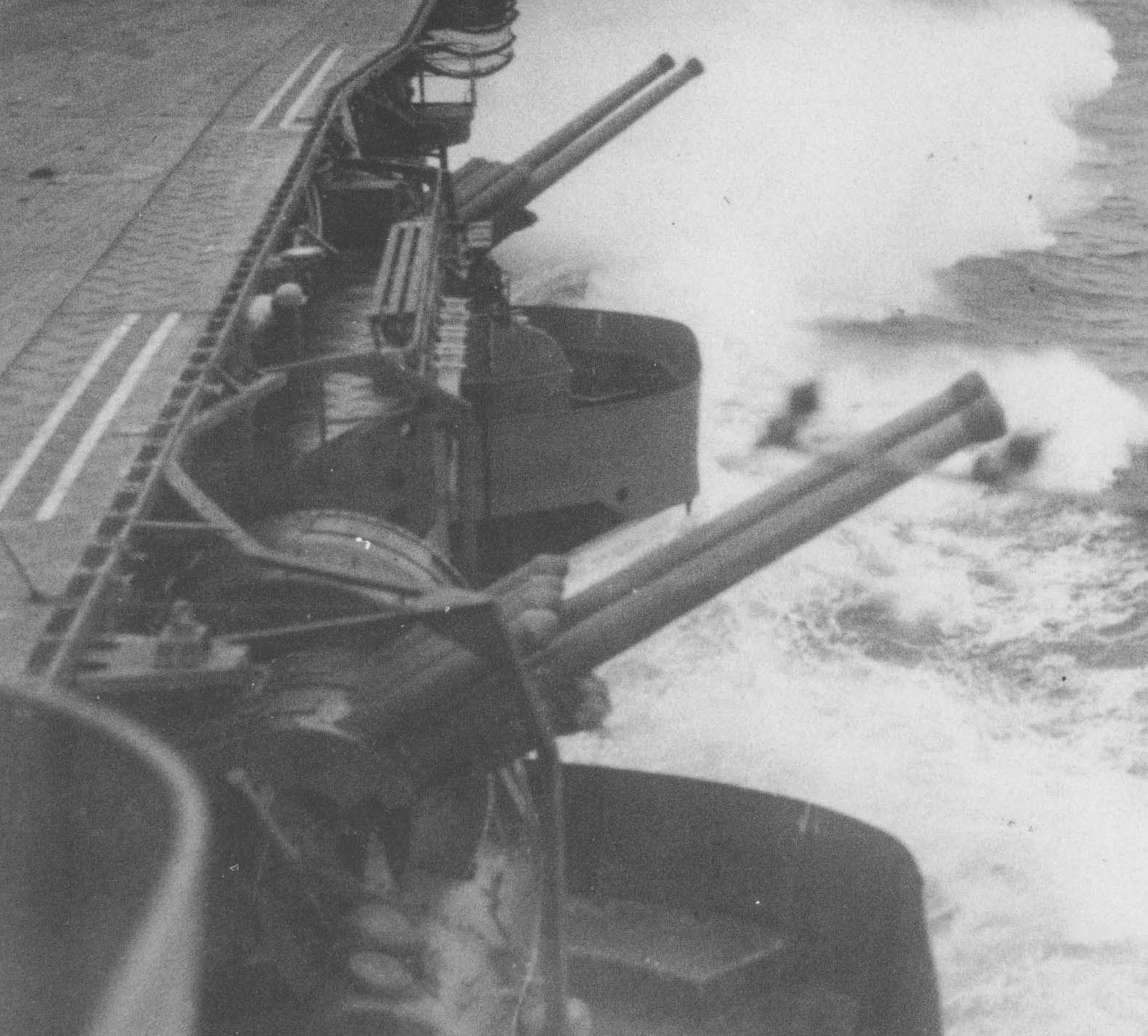
Спаренный АК-89 5 дм

4 ед. КДП-94 ПВО позволяют одновременный обстрел четырёх воздушных целей со скоростью до 500 км/ч. Недостатком общекорабельной СУО до 1943 г. было наличие только оптической системы наведения и отсутствие РЛС. Корабль несет 8 ед. спаренных спонсонов ПВО (16 ед. арткомплекса АК-89 5 дм) и 6 подпалубных батарей МЗА (лицензионные автоматические орудия Гочкисс/АК-96 1 дм) с батарейными ВМЦ-95. Пара батарей ПВО и МЗА правого борта с противодымными щитами. После оборонительной операции 1942 г. у арх. Н. Гвинеи (в Коралловом море) на обоих корпусах добавлено по четыре строенных АК-96, осенью 1943 г. — 20 одинарных и пара строенных у КП. Для ближней ПВО корабль получил 8 ед. платформ НУРС 5 дм (28 ракет на станках от АК-96). Точность пуска в любую плоскость была низкой, но залповая ракетная стрельба оказывала психологический эффект на заходящую в атаку авиацию противника.

#### Радиотехническое вооружение

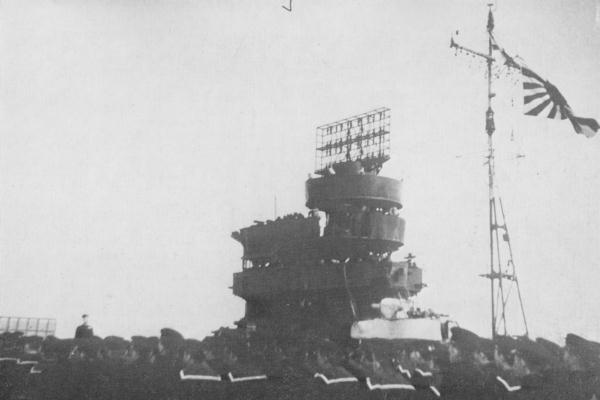
Общий вид РЛС-2 АВ Дзуйкаку
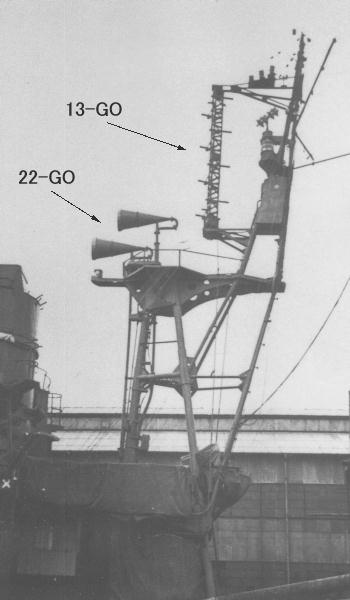
Общий вид РЛС-3

Дивизион радиолокационного вооружения (с 1944 г.) включает две РЛС слежения за воздушной обстановкой.
- 2 ед. одноканальных двухкоординатных РЛС-2 метрового диапазона
  - носовая и кормовая матрасные вращающиеся антенны (три горизонтальных, четыре вертикальных диполя, 3,3×1,8 м, масса 0,8 т). Длина волны 1,5 м, мощность 5 кВт, дальность обнаружения надводной цели I ранга до 100 км. На АВ Сёкаку носовая антенна первого поколения смонтирована вместо КДП-94, антенна второго поколения на АВ Дзуйкаку — вращающаяся на крыше КДП-94.
- одноканальная двухкоординатная РЛС-3 метрового диапазона
  - лестничный диполь перед стеньгой грот-маты. Длина волны 2 м, мощность 10 кВт, дальность обнаружения групповой воздушной цели 150 км, дальность определения свой-чужой 300 км.

Дивизион гидроакустического вооружения включает
- пассивную шумопеленгаторную станцию ШПС-93  (яп.  Кюсансики суйтю тёонки)
  - носовая эллипсообразная антенна диам. 3 м (16 электродинамических гидрофонов), диапазон 0,5-2,5 кГц, угловая ошибка до 5 гр.)
- пассивную шумопеленгаторную станцию ШПС-0  (яп.  Рэйсики суйтю тёонки)
  - носовая эллипсообразная антенна диам. 4 м (30 электродинамических гидрофонов), диапазон 0,5-2,5 кГц, угловая ошибка до 3 гр.)

## История службы

### ДАВ № 5 АФл № 1 ВМС (1941-42 гг.)

#### УдарпоТихоокеанскому флотуВМС США

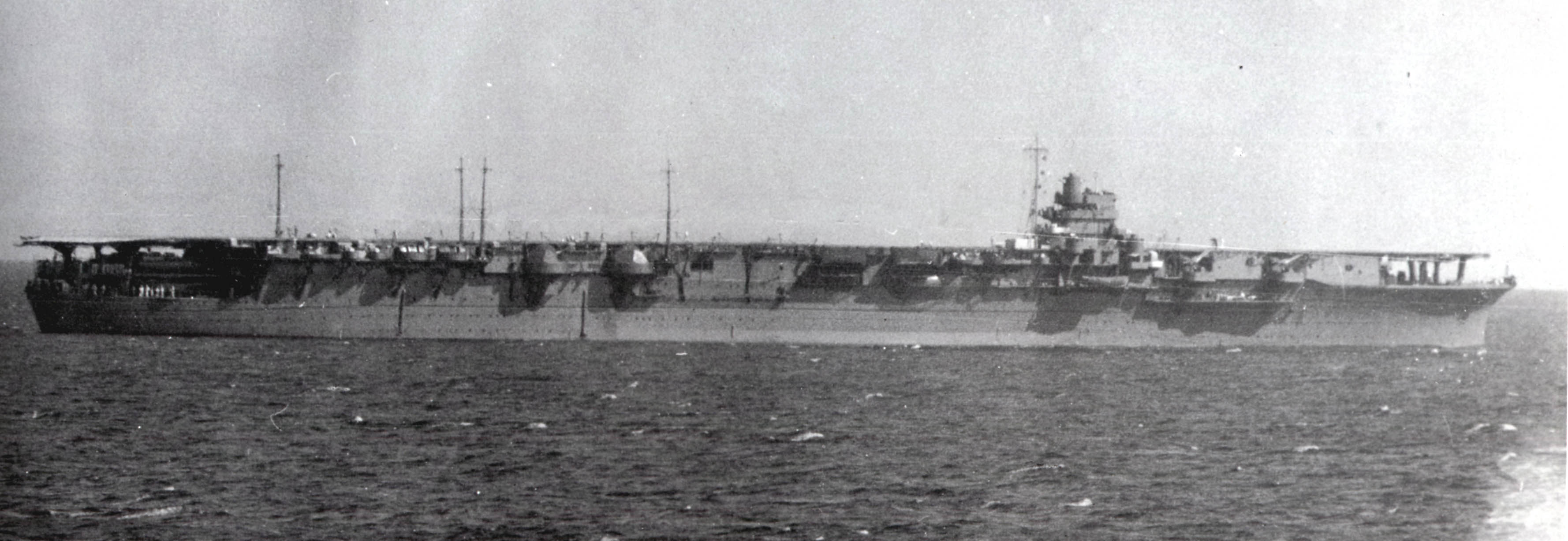
АВ Дзуйкаку на стратегических учениях в пр. Бунго (ноябрь 1941 г.)
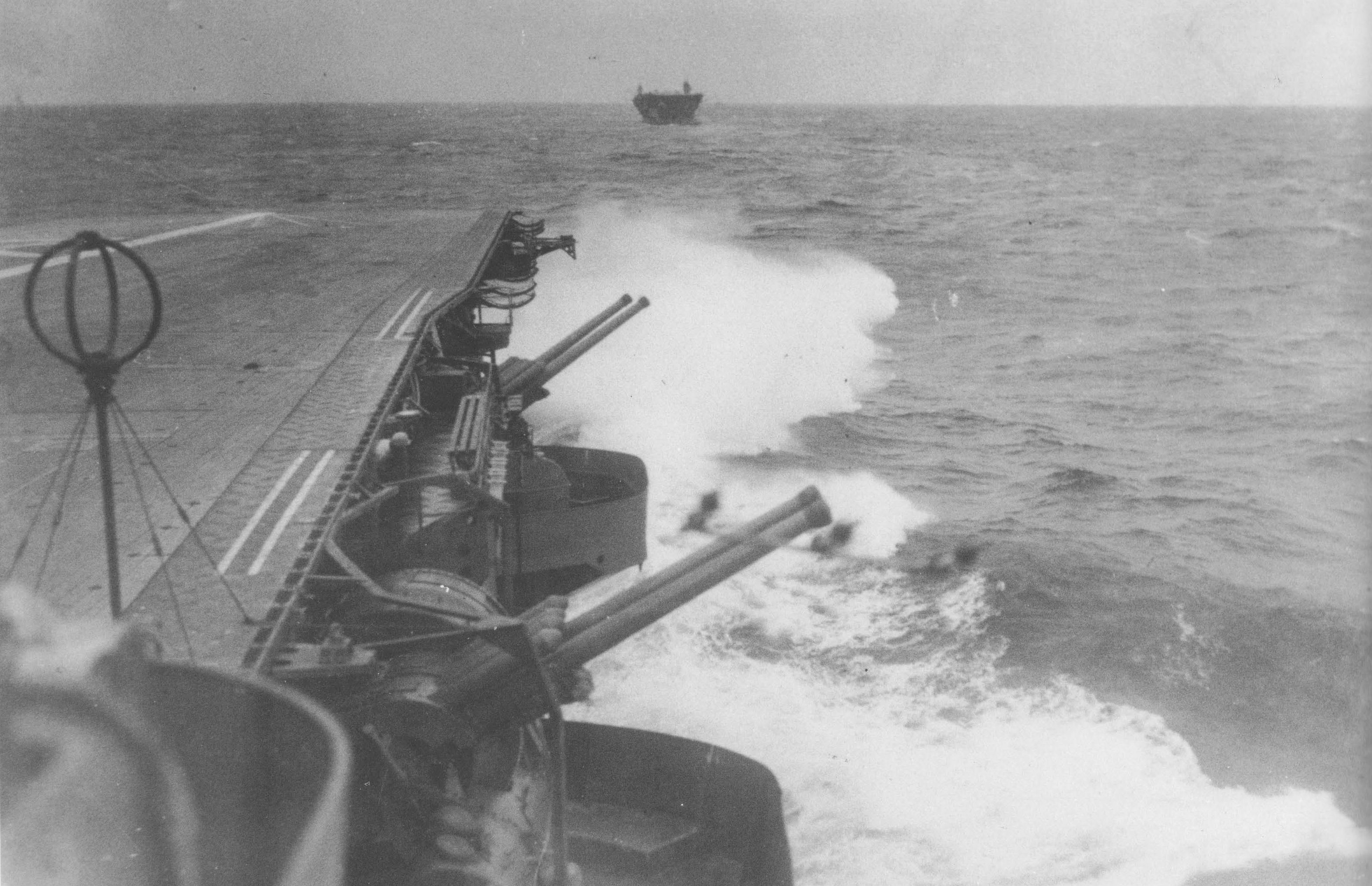
Вид с палубы АВ Дзуйкаку на переходе к з. Касатка (ноябрь 1941 г.)
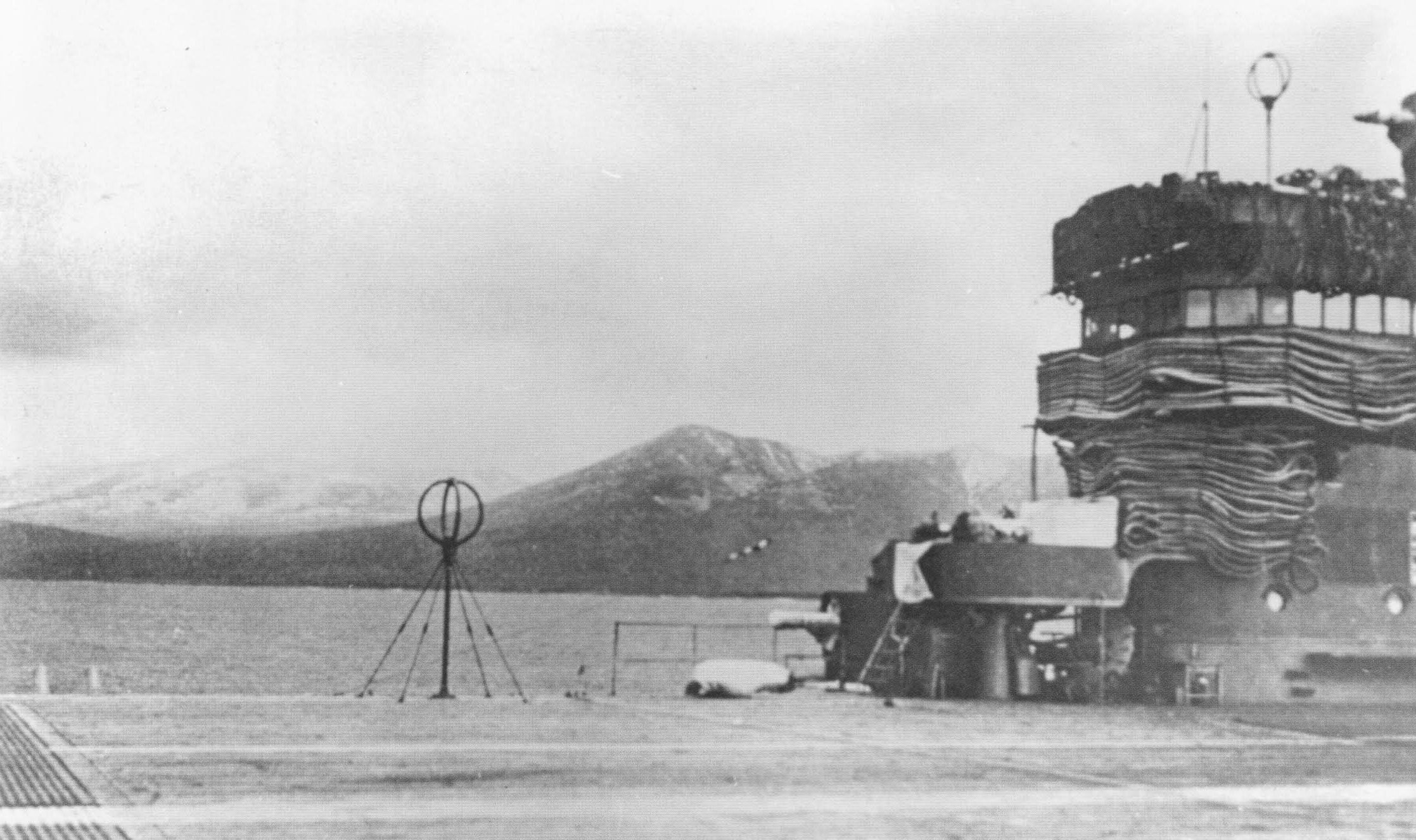
АВ Дзуйкаку в з. Касатка (ноябрь 1941 г.)
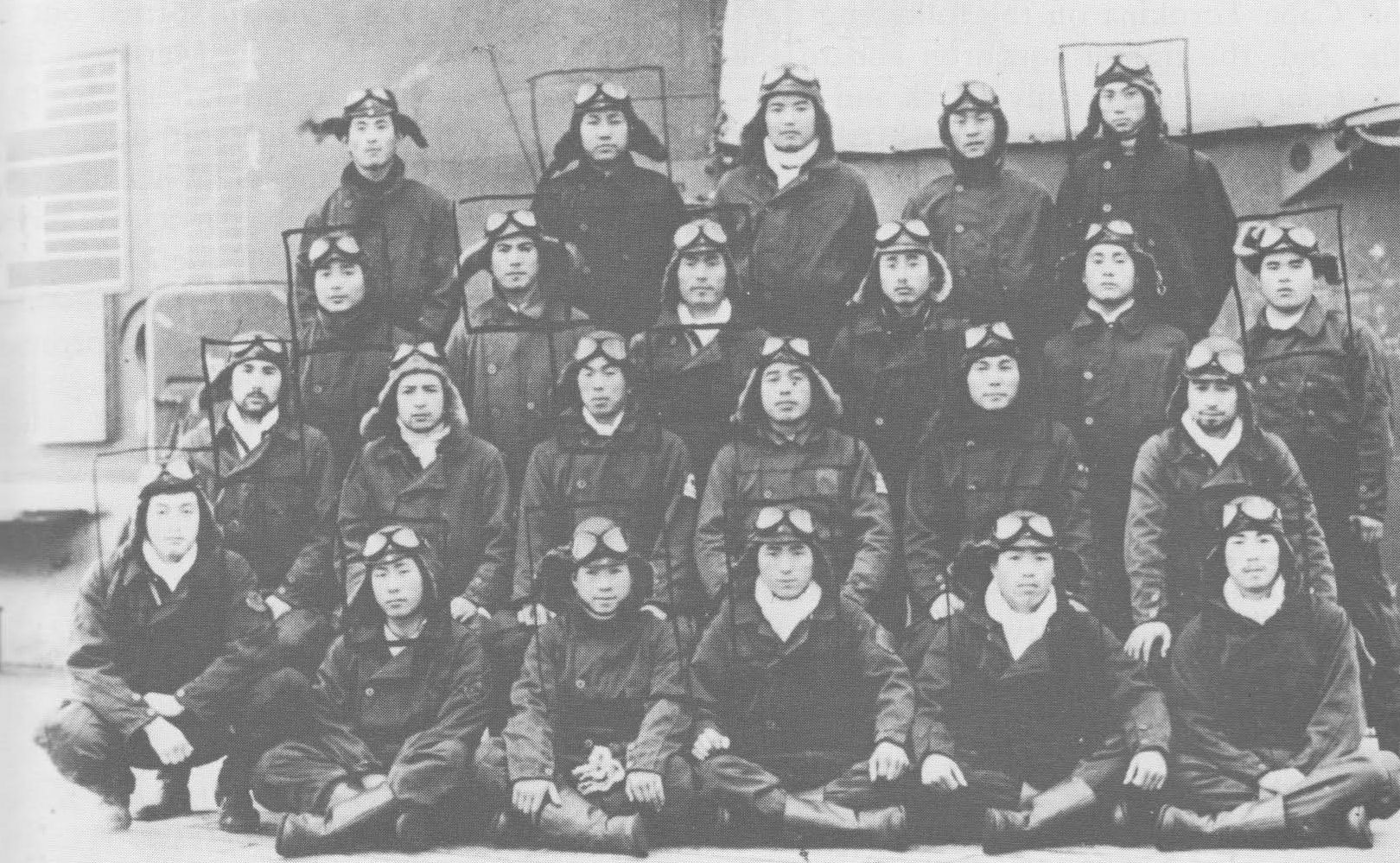
Групповое фото ИАЭ Дзуйкаку перед в операцией “Гавайи”
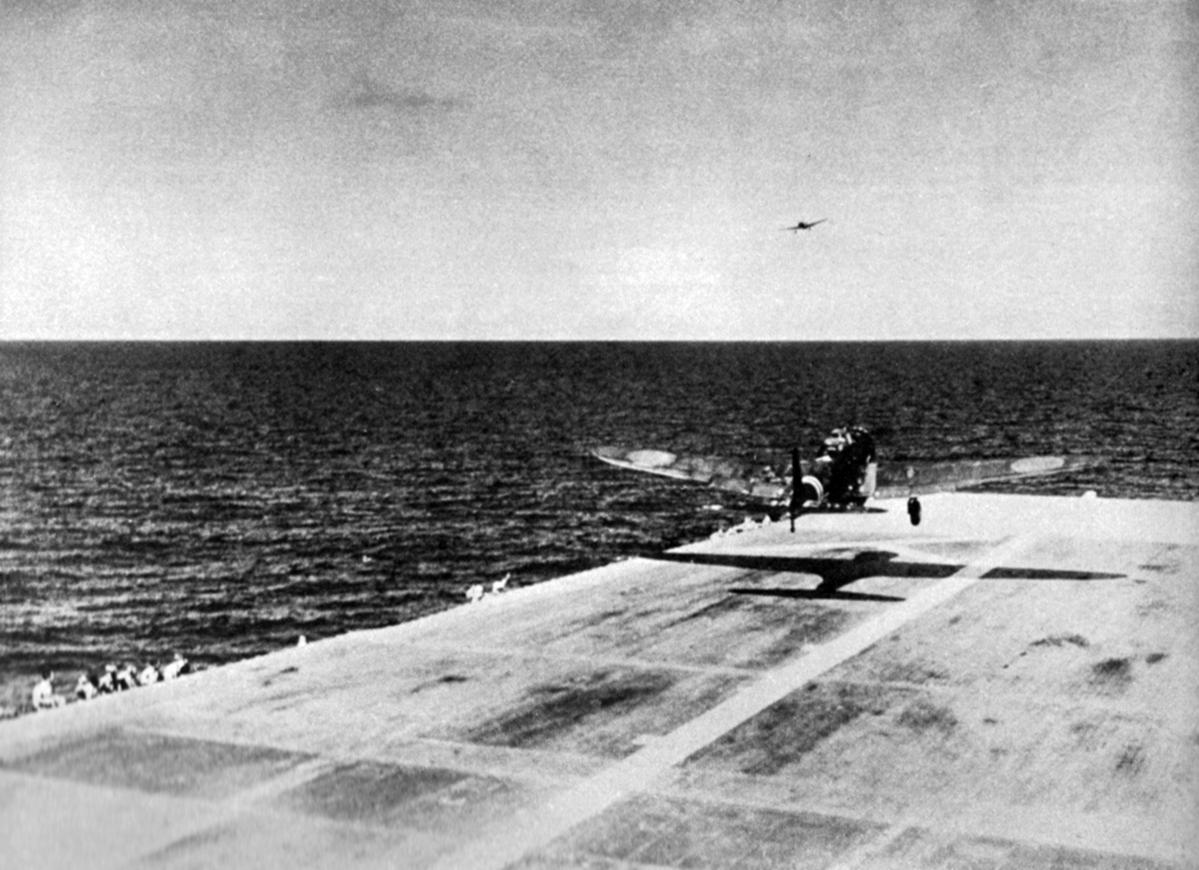
ЛБ-99 в операции “Гавайи”
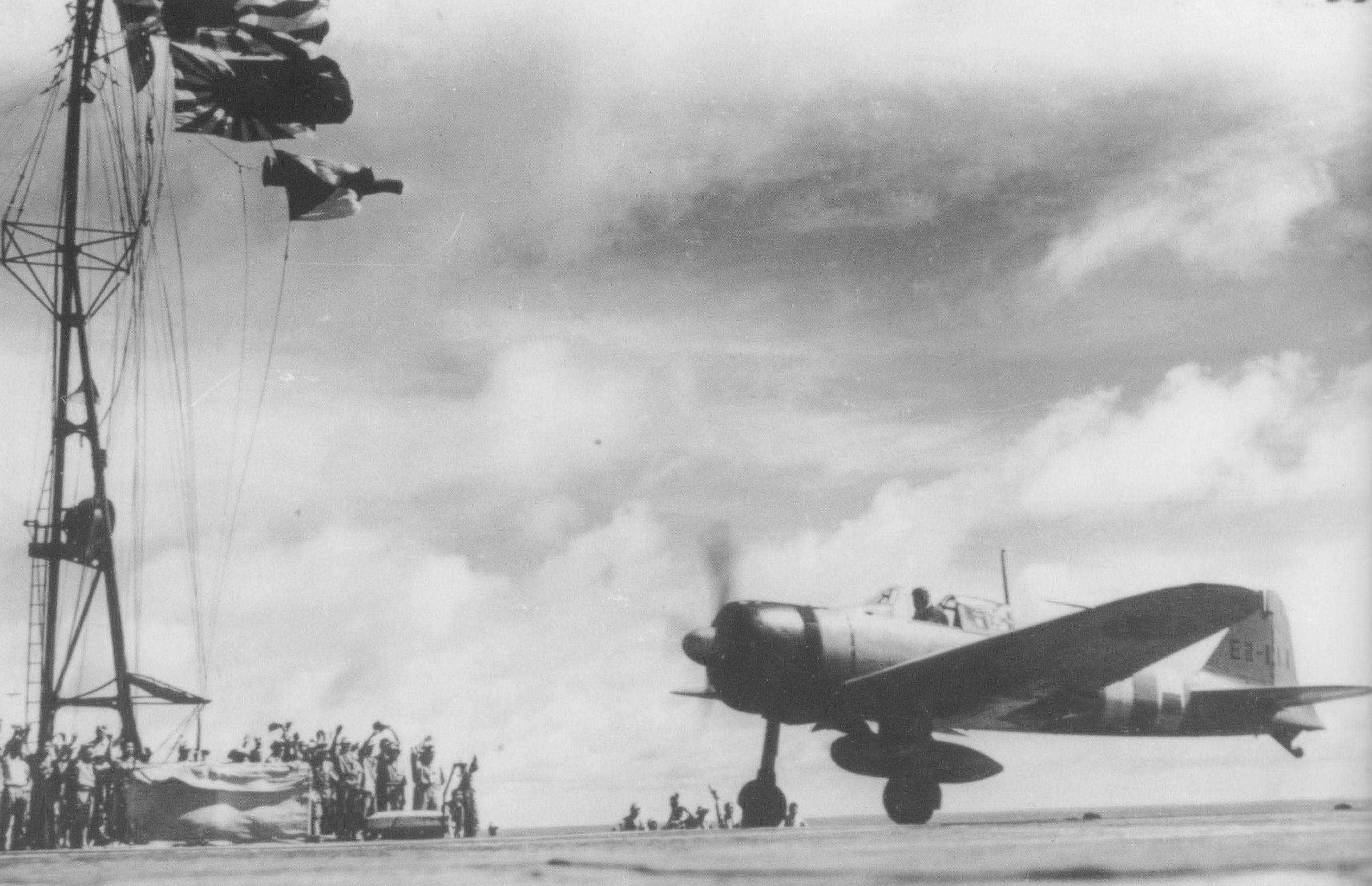
И-0 в операции “Гавайи”

В конце ноября 1941 г. 5-я дивизия авианосцев (Сёкаку -Дзуйкаку) в составе Флота авиации (АФл) № 1 ВМС вышла из з. Касатка Курильской гряды к Гавайскому арх. 7.12.1941 г. силы авиации Афл № 1 ВМС нанесли внезапный удар по силам Тихоокеанского флота ВМС США на стоянке базы ВМС США Пёрл-Харбор. В первом торпедоносном вылете шло до двадцати рот авиации авиаБЧ трех ДАВ (более 180 ед. ЛА — до десяти рот ТАЭ с бронебойными авиабомбами и авиаторпедами, 6 рот (более 50 ед.) ЛБАЭ и четыре роты ИАЭ). ЛБАЭ и ИАЭ штурмовали военные аэродромы Уилер Сухопутных войск США и Канеохе ВМС США. ЛБАЭ Дзуйкаку попала под удар ИА ПВО, потери составили один пикировщик.
Второй пикировочный вылет с интервалом 1 час 15 минут включал 9 рот всех авиаБЧ (более 160 ед. ЛА, в том числе 6 рот всех ТАЭ и 7 рот всех ЛБАЭ с авиабомбами под прикрытием 4 рот ИАЭ), штурмовка аэродромов прошла без потерь.
В составе вылетов 07.12.1941 г. имелись следующие группы авиации Дзуйкаку:
| Группы авиаБЧ Дзуйкаку (оперативный план Гавайи, 1941 г.) | Группы авиаБЧ Дзуйкаку (оперативный план Гавайи, 1941 г.) | Группы авиаБЧ Дзуйкаку (оперативный план Гавайи, 1941 г.) | Группы авиаБЧ Дзуйкаку (оперативный план Гавайи, 1941 г.) | Группы авиаБЧ Дзуйкаку (оперативный план Гавайи, 1941 г.) | Группы авиаБЧ Дзуйкаку (оперативный план Гавайи, 1941 г.) | Группы авиаБЧ Дзуйкаку (оперативный план Гавайи, 1941 г.) |
| Вылет                                                     | Группа                                                    | Командир                                                  | Роты                                                      | Звенья                                                    | Тип ЛА                                                    | Число ЛА                                                  |
| --------------------------------------------------------- | --------------------------------------------------------- | --------------------------------------------------------- | --------------------------------------------------------- | --------------------------------------------------------- | --------------------------------------------------------- | --------------------------------------------------------- |
| 1-й                                                       | 16-я                                                      | к-н-л-т А. Сакамото                                       | 1-3-я                                                     | № 23-29                                                   | ЛБ-99                                                     | 27 ед.                                                    |
| 1-й                                                       | ИА № 2                                                    | к-н-л-т М. Сато                                           | 1-я ИА                                                    | № 1-3                                                     | И-0                                                       | 6 ед.                                                     |
| 2-й                                                       | 6-я                                                       | к-н 3 ранга С. Симадзаки                                  | 1-3-я                                                     | № 41-43 № 45-47 № 51-52                                   | Т-97 (БРАБ-99)                                            | 27 ед.                                                    |

После небольшого ремонта, во второй половине января ДАВ № 5 принимала участие в рейде к восточному побережью о. Новая Гвинея и арх. Соломоновых островов, где наносила удары по военным аэродромам Рабаул и Лаэ и поддерживала десант в п. Рабаул. В начале весны 1942 г. ДАВ № 5 вела в море поиск произведших налет на арх. Маршалловых островов авианосных групп ВМС США и обеспечивала ПВО метрополии.

#### УдарпоДальневосточному ФлотуВМСВеликобритании

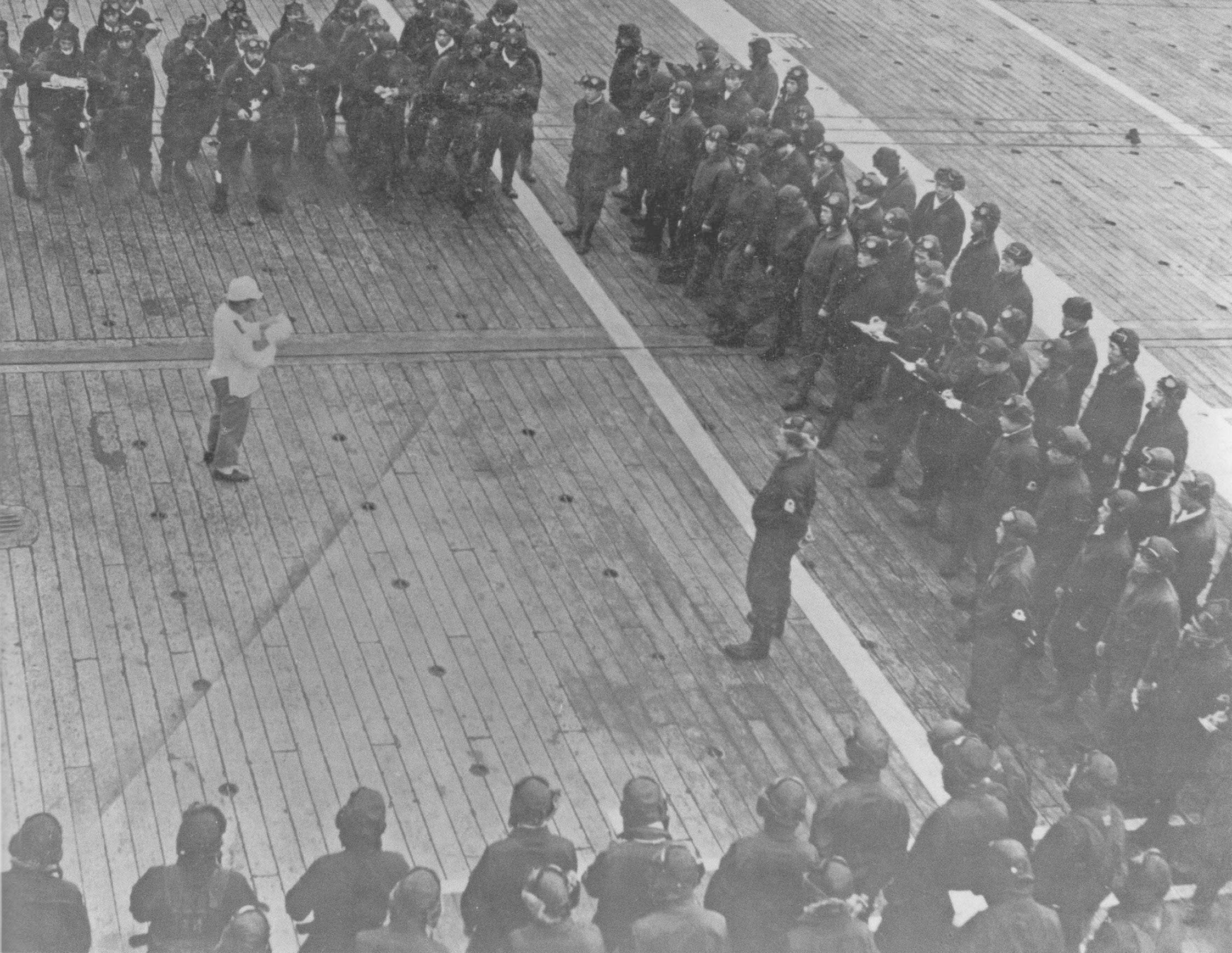
Инструктаж военлетов ИАЭ Дзуйкаку (весна 1942 г.)
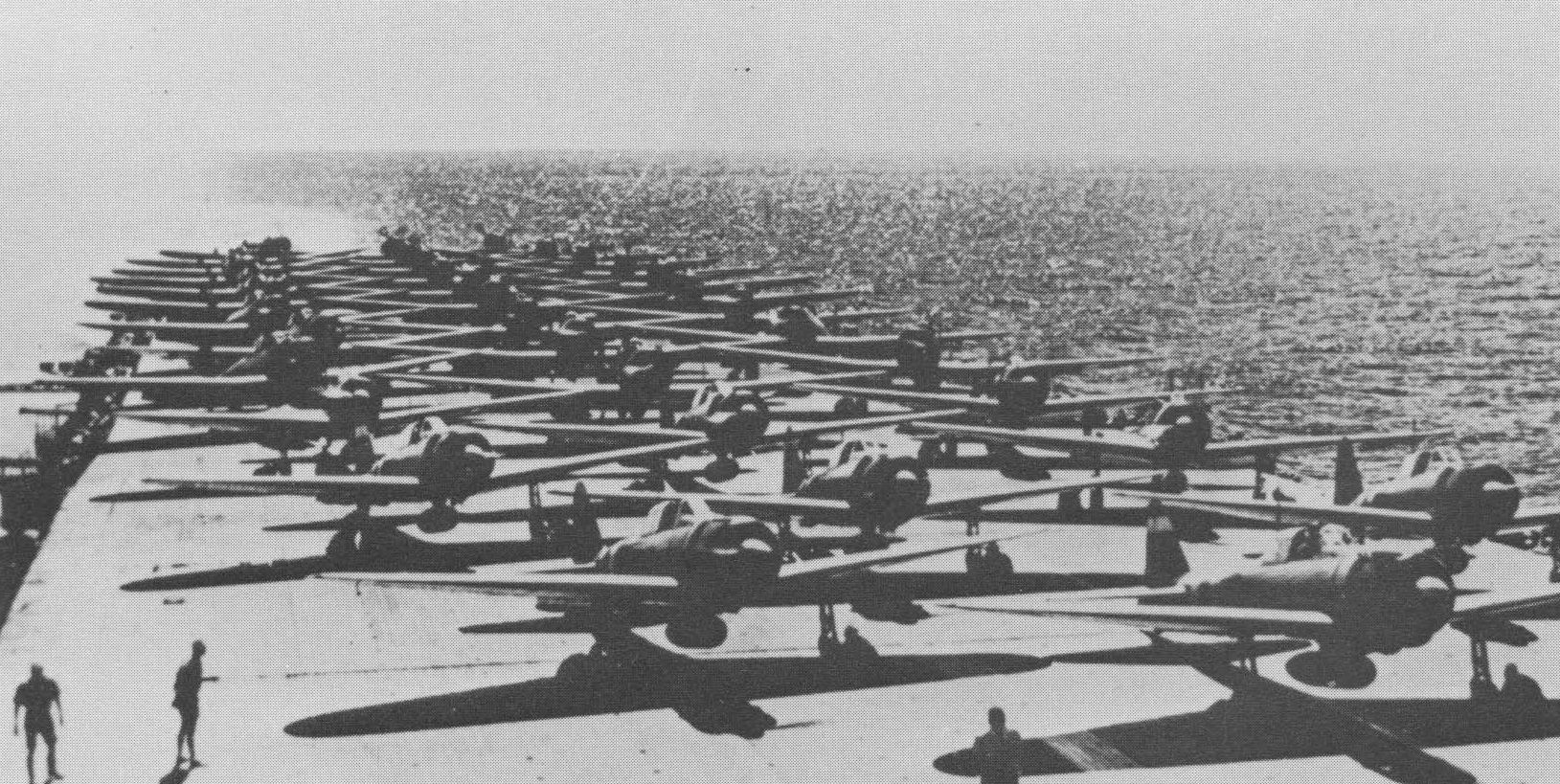
ИАЭ Дзуйкаку у о. Цейлон (весна 1942 г.)
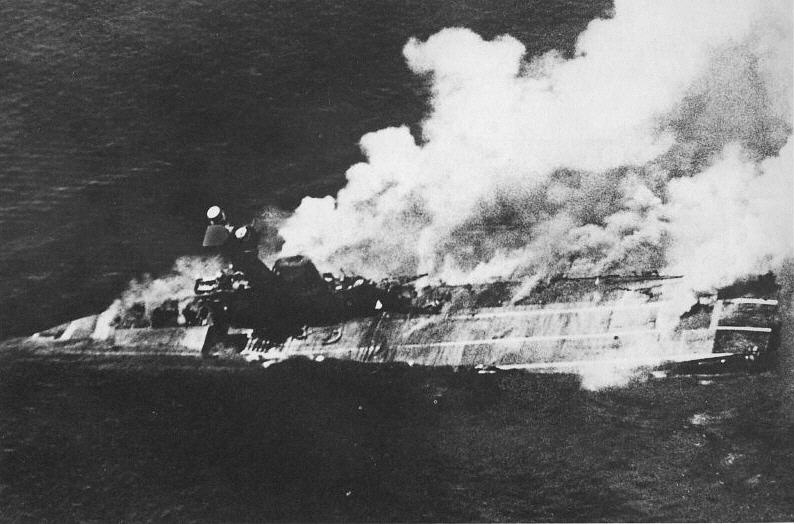
Гибель АВ Гермес у о. Цейлон (весна 1942 г.)

Весной 1942 г. 1-й АФл ВМС начал переход в Индийский океан к о. Цейлон для нейтрализации сил находившихся там главных сил Дальневосточного флота ВМС Великобритании (вице-адмирал Д. Соммервил).
В начале апреля ударные группы ДАВ № 1, № 2 и № 5 (до 130 ед. ЛА, в том числе 2 роты ТАЭ и рота ИАЭ Акаги) провели налет на п. Коломбо, где были потоплены ЭМ Тенедос и крейсер Гектор ВМС Великобритании. Многие корабли и суда получили повреждения, было уничтожено 27 самолётов противника, получили повреждения предприятия, железнодорожные строения, ангары, административные здания и множество других построек. Несмотря на разрушения, главным силам удалось уйти от удара, так как незадолго до атаки штаб флота принял решение о срочной передислокации основных сил на запасную базу на ат. Адду.
После трехдневного перехода силы 1-го АФл ВМС провели второй налет на п. Тринкомали на северной оконечности о. Цейлон. Не найдя в порту кораблей, авиация атаковала портовые сооружения, топливохранилища, батареи ПВО и аэродром, нанеся противнику значительный урон. В тот же день море были обнаружены и уничтожены подходившие к п. Тринкомали АВ Гермес, ЭМ Вампир, корвет Холлихок, танкер Бритиш Сержант и судно Ательстан ВМС Великобритании. В вылете приняли участие до 9 рот авиации (в том числе две роты АВ Дзуйкаку), которым удалось поразить английский авианосец 13 бомбами. ИА сбила четверку бомбардировщиков Бленхейм, после чего силы 1-го АФл ВМС были отведены в Тихий океан.

#### Наступательная операция в районе Н. Гвинеи

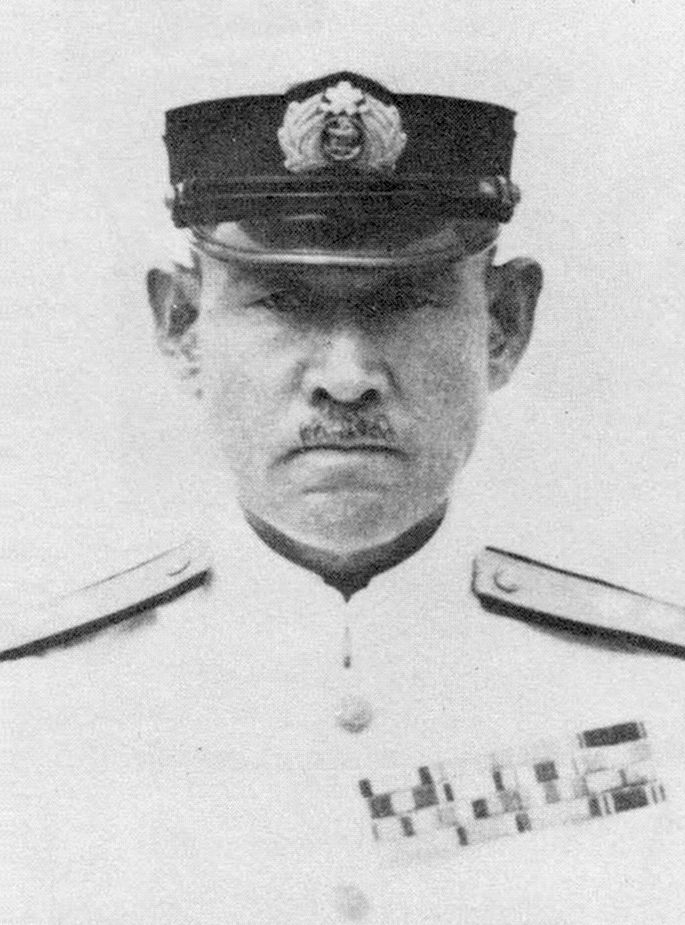
Ком. Флотом №4 ВМС адмирал вице-адмирал С. Иноуэ
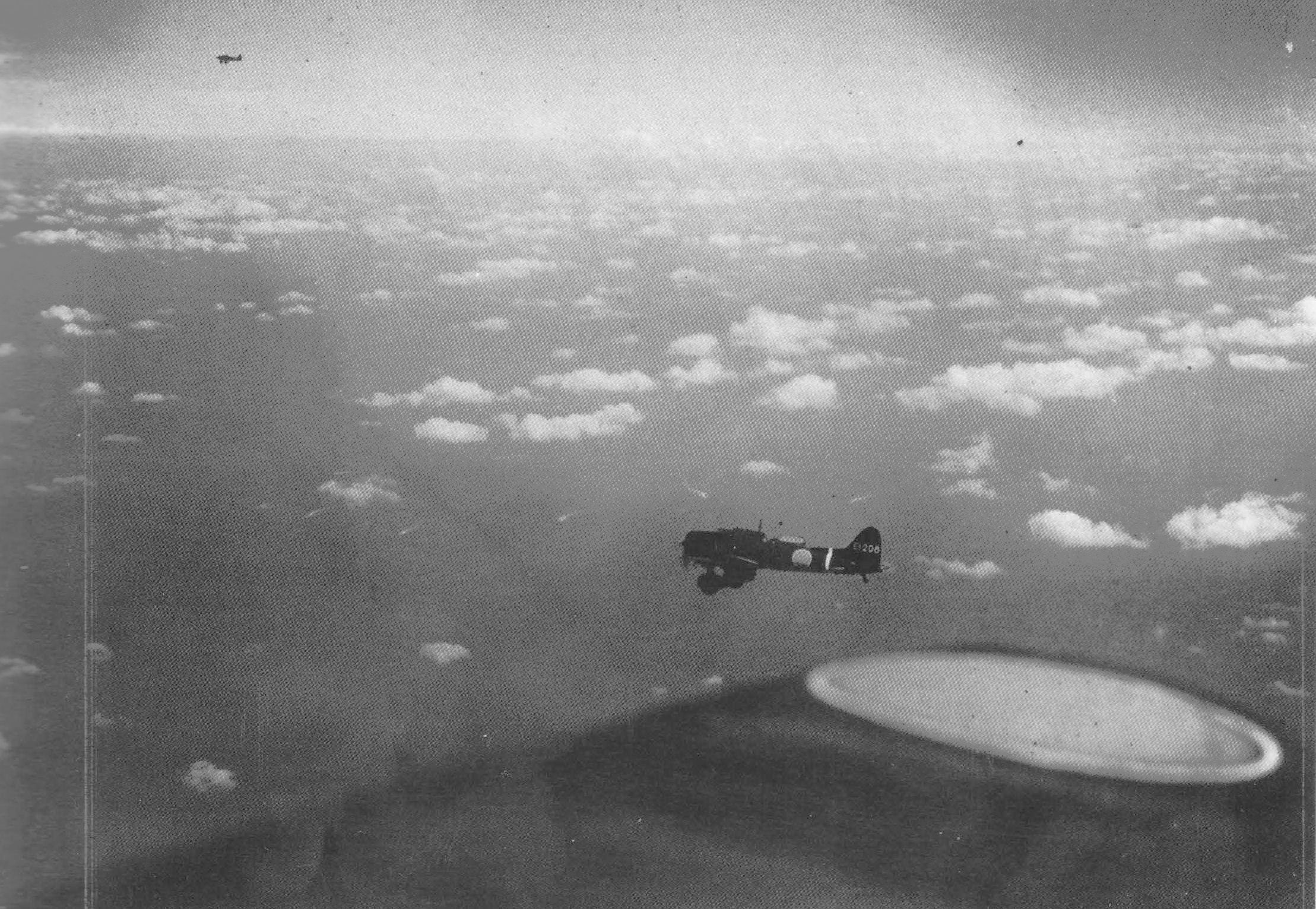
ЛБ-99 ЛБАЭ Дзуйкаку над Коралловым морем (весна 1942 г.)

После удара по Дальневосточному Флоту ДАВ № 5 была направлена на Южный фронт (адмирал С. Иноуэ, Флот № 4 ВМС) для реализации оперативного плана Морсби (арх. Новая Гвинея) и далее перерезания морских путей на Австралию. Для поддержки частей Сухопутных войск и десантно-штурмовых частей ВМС штаб Южного фронта сформировал две группировки сил:
- Флот № 4 ВМС 
  - Группировка авиации Юг 
    - ДАВ № 5 ВМС (АВ Сёкаку-Дзуйкаку)
    - ДКР № 5 ВМС (кр. I р. Мёко-Хагуро)
    - ДЭМ охранения (vii дэм — Усио-Акэбоно, xxvii дэм)

  -  Артиллерийская группировка Юг 
    - ДКР № 6 ВМС (кр. I р. Фурутака-Аоба-Како)
    - дэм охранения (Кикудзуки- Садзанами)

К операции планировалось привлечь ДАВ № 1 ВМС, однако АВ Кага не успевал с подходом в район операции после ремонта подводной части, а участие в операции только одного АВ не покрывало потребности в корабельном составе. Имелось мнение о привлечении к операции боеготовой ДАВ № 2, однако в штабе Соединенного Флота ВМС считали, что ДАВ № 5 (контр-адмирал Т. Хара) требуется боевой опыт. После окончания операции ДАВ № 5 в составе АФл № 1 ВМС должна была принять участие в наступательной операции у ат. Мидуэй. На момент отправки ДАВ № 5 имела на вооружении более ста единиц корабельной авиации (7 рот авиаБЧ Дзуйкаку и 6 рот авиаБЧ Сёкаку).

##### Бои с 11-й и 17-й дивизиями ВМС США (10.5.1942 г.)
В конце апреля через арх. Микронезии (ПМТО ВМС Трук) для поддержки десантов и обеспечения ПВО района группировки вышли в район о. Новая Гвинея. Группировка артиллерии с лёгким АВ Сёхо обеспечивала поддержку десанта в районе п. Морсби, руководство операцией осуществлял Южный фронт. Разведка ВМС Японии считала, что все авианосные силы ВМС США находятся в центральной части Тихого океана. , и присутствие двух корабельных группировок (6 ед. артиллерийских кораблей и 3 ед. АВ) должна была обеспечить превосходство на море. В реальности противник раскрыл замысел наступательной операции Мо и планировал направить к п. Морсби все авианосные соединения ВМС США.
В первых числах мая группировка корабельной авиации начала переход от арх. Микронезии (ПМТО ВМС Трук) к арх. Соломоновых о-вов (на переходе потеряв тройку ЛБАЭ в вылете ПЛО). К началу боевых действий двум группировкам Южного фронта противостояли 11-я и 17-я авианосные дивизии ВМС США. Ещё две дивизии (АВ № 6 Энтерпрайз№ 8 Хорнет) шли к месту операции после налета на Токио.
09.05. 1942 г. группировка артиллерии вела разведку с привлечением гидроразведчиков и торпедоносной авиации, обнаружив в море ордер авианосной дивизии ВМС США. Поднятая группа (4 роты ЛБАЭ, по 2 роты ИАЭ и ТАЭ) потопила корабли при потере Т-97 (старшины С. Исигуро и М. Кавадзоэ погибли). Позже выяснилось, что за авианосец был принят танкер № 23 Неошо ВМС США под охранением ЭМ № 409 Симс. В ходе повторного поиска от ПВО и на вынужденных было потеряно до 2 рот (более двадцати машин), одна группа пыталась по ошибке совершить посадку на АВ № 5 Йорктаун. От авиации 17-й АД США в тот же день погиб АВ Сёхо, ДАВ № 5 в вылетах потеряла до двух ударных рот (в том числе машину ЛБАЭ и пятерку ТАЭ Дзуйкаку), после чего в обеих авиаБЧ оставалось до ста машин). В связи с потерями комдив ДАВ № 5 высказал намерение немедленной отставки.

##### Потери11-йи17-йдивизий ВМС США

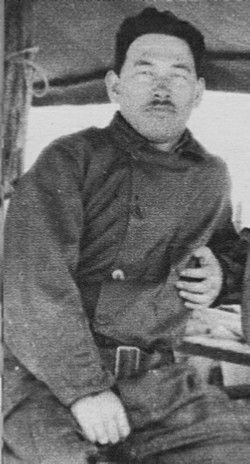
Комэск ТАЭ Дзуйкаку С. Симадзаки (1908-1945)

В ответ на уничтожение АВ Сёхо группировка авиации была усилена ДКР № 6 ВМС (ii дкр — кр. I р. Кинугаса-Фурутака) и после переформирования включала ДАВ № 5 с охранением (4 ед. кр. I р. и 5 ед. ЭМ). После усиления ДАВ № 5 контратаковала противника. ДАВ № 5 (комэск к-н 3 ранга К. Такахаси, ротный к-н-л-т Т. Эма, по роте ТАЭ и 2 роты ЛБАЭ под прикрытием двух рот ИАЭ) обеспечивала налеты на АВ № 2 Лексингтон-№ 5 Иорктаун. К 11 часам утра ЛБАЭ и ТАЭ Сёкаку вышли в район нахождения 11-й авианосной дивизии, АВ № 2 Лексингтон получил тяжёлые повреждения и к концу дня был затоплен. АвиаБЧ Дзуйкаку добилась попадания ОФАБ-250 в АВ № 5 Йорктаун, но торпедная атака была сорвана, а бомбовые повреждения не сказались на боеспособности корабля.
Авианалет был профессионально скоординирован. С КП я видел заходившие из многочисленных точек пикировщики и почти одновременно с ними торпедоносцы с обоих бортов носовой оконечности. Я не мог уйти от бомбового удара, но старался уклониться от торпедной атаки…
Идеальная торпедная атака представляет подход с обоих носовых секторов, когда цель не может отвернуть, не подставив борт под атаку одной из групп. Жизненно важное значение имеет расчет времени. Огромный корабль медленно делал отворот -  до 40 секунд на перекладку руля. В повороте корабль тяжело и величественно двигался по огромному кругу…
В левый борт попала первая пара торпед. Фонтаны от трёх авиабомб также были приняты за следствие попаданий, но осмотр этого не подтвердил.
К-н 1 ранга Ф. Шерман, командир АВ Лексингтон
Мне не доводилось видеть бой такого накала! В вылете авиация встретила стену зенитного огня, небо было выкрашено дымными разрывами и трассами. Огонь был такой плотности, что казалось нереальным выйти из него живым, и в океан сыпались горящие машины обеих сторон. Сквозь море огня я спикировал к воде для торпедной атаки по АВ типа Саратога.
При отвороте с боевого курса мы шли над самыми волнами, ниже палубы,  видя грозивших оттуда кулаками матросов и еле увернулись от огромного форштевня. Не знаю, смогу я опять пойти на это ужасное испытание".
Комэск ТАЭ Дзуйкаку, к-н 3 ранга С. Симадзаки,  
.

##### ПотериДАВ № 5
В первой декаде мая авиация США произвела повторный налет на ДАВ № 5. АВ Дзуйкаку остался незамеченным в зоне дождевого шквала, шедший в зоне хорошей погоды АВ Сёкаку был выведен из строя тремя бомбовыми попаданиями. АВ Дзуйкаку к окончанию операции имел в строю чуть более половины состава авиаБЧ (до сорока ЛА) и ушел в метрополию для пополнения авиатехники и топлива с частью техники авиаБЧ Сёкаку. В связи с низкой боеготовностью сил корабельной авиации штаб Южного Фронта принял решение отложить дальнейшую операцию. Отход АВ Дзуйкаку не позволил ДАВ № 5 принять участие в оперативном плане Мидуэй. Главком высказал штабу фронта требование уничтожить противника в зоне ответственности  (яп.  Коно сай, кёкурёку дзантэки-но сэнмэцу-ни цутому бэси). Штаб отдал распоряжение всем частям выйти в море на поиск противника, но активность была ограничена нехваткой мазута и потерями авиатехники.

##### Итогиоперации Морсби
В ходе боевых действий 9.5.1942 г. ДАВ № 5 понесла потери в матчасти и лётном составе (до пяти рот ТАЭ в боях и усиленную роту на вынужденных), ИАЭ дивизии потеряли тройку, сбив до семи торпедоносцев и тройку ИА противника. Штаб Южного Фронта был уверен в гибели АВ Лексингтон и АВ № 5 Йорктаун, и возвращение последнего в строй стало неожиданностью, но после потопления танкера № 23 Неошо штаб убедился в ошибочности выводов. 10.5.1942 г. числа Ставка объявила об откладывании оперативного плана Морсби, штаб Южного Фронта приступил к планированию операции в южной части Микронезии (о-ва Науру-Банаба). Часть авиации Южного Фронта была переброшена на подготовку оперативного плана Мидуэй, АВ Сёкаку планировался для отхода в метрополию, но после дозаправки в океане под охранением vii дэм обеспечивал ПВО о. Н. Британия (ПМТО ВМС Рабаул). В ПМТО ВМС Трук корабль провел похороны погибших в боях с 17-й авианосной дивизией США (35 погибших). 21.5. 1942 г. корабль пришел в метрополию и зашел в округ Курэ.
17.5 1942 г. ДАВ №5 выдвинулась в метрополию под охранением vii дэм. 21.5 1942 г. АВ Дзуйкаку прошел пр. Бунго, где сдал на берег авиацию (четверку в в/ч Оита и усиленную роту ТАЭ в в/ч Саики) и зашел в округ Курэ.
Оперативные журналы  ДАВ №5 ВМС Императорской Японии, 1.6.1942 г.
 Командир штурманской БЧ (к-н 2 ранга) К. Фукути отмечал, что находившийся в округе Главком был крайне рад тому, что кораблю удалось избежать тяжелых потерь в боях с 17-й авианосной дивизией ВМС США.

#### УничтожениеАФл № 1уат. Мидуэй
При реализации оперативного плана Мидуэй в июне 1942 г. АФл № 1 Императорской Японии потерял костяк тяжелых авианосных сил (ДАВ № 1-2) в то время как ДАВ № 5 находилась на пополнении запасов и ремонте в метрополии. ДАВ № 5 ВМС также планировалась к участию в наступательной операции у ат. Мидуэй, однако оно было отменено в связи с тяжелыми потерями авиации и личного состава в боях с 17-й авианосной дивизией ВМС США. Это вызвало сильный протест оперативного отдела АФл № 1 (к-н 2 ранга М. Гэнда), поскольку не соответствовало представлениям о максимальной концентрации сил. Штаб требовал дождаться пополнения запасов и выхода из ремонта ДАВ № 5, однако Ставка отклонила это требование. Кинооператор группы новостного агентства Домэй на борту АВ Акаги у ат. Мидуэй С. Макидзима вспоминал, что при эвакуации корабля М. Гэнда повторял: Нам нужна была поддержка 5-й дивизии  (яп.  Сёкакуто Дзуйкакуга итэ курэтара на), но сам М. Гэнда это отрицал. В метрополии произошла плановая ротация командного состава корабля: к-н 1 ранга Ёкогава был переведен командиром УБАП ВМС Цукуба, его сменил бывший комполка к-н 1 ранга Т. Номото.

#### Наступательная операция у арх. Алеутских островов
Потеряв костяк авианосных дивизий АФл № 1 ВМС, Императорская Япония более не обладала подавляющим преимуществом на море, но Ставка приняла решение продолжать приведение в действие оперативного плана Алеуты северном направлении. Для реализации плана корабельная авиация ВМС была сведена в три группировки:
- Корабельная авиация ВМС
  - Ударная группировка № 1
    - ДАВ № 2 ВМС (АВ Дзюнъё-Рюдзё)
    - кр. I р. Такао
    - ДЭМ охранения (Сио-Акэбоно-Садзанами-Уракадзэ)
    - танкер Тохо

  - Ударная группировка № 2
    - сводная ДАВ Дзуйкаку-Дзуйхо
    - кр. I р. Мая
    - ДЭМ охранения (Араси-Новаки-Маикадзэ)
    - танкер Фудзисан

  - Маневренная группировка
    -  ДАВ № 4 Флота № 5 ВМС[40]

В середине июня 1942 г. по неисправности ГЭУ не смог выйти в море АВ Дзюнъё (ДАВ № 1), и для участия в оперативном плане Алеуты АВ Дзуйкаку с охранением (ЭМ Уракадзэ-Акидзуки-Оборо), совершив переход из округа Курэ в округ Оминато. До середины лета ДАВ № 2 и № 4 ВМС обеспечивали высадку ДШБ ВМС на о. Кыска, после чего АВ „Дзуйкаку“ ушел в метрополию, пройдя средний ремонт в округе Курэ.

### ДАВ № 1Флота № 3ВМС (1942-44 гг.)

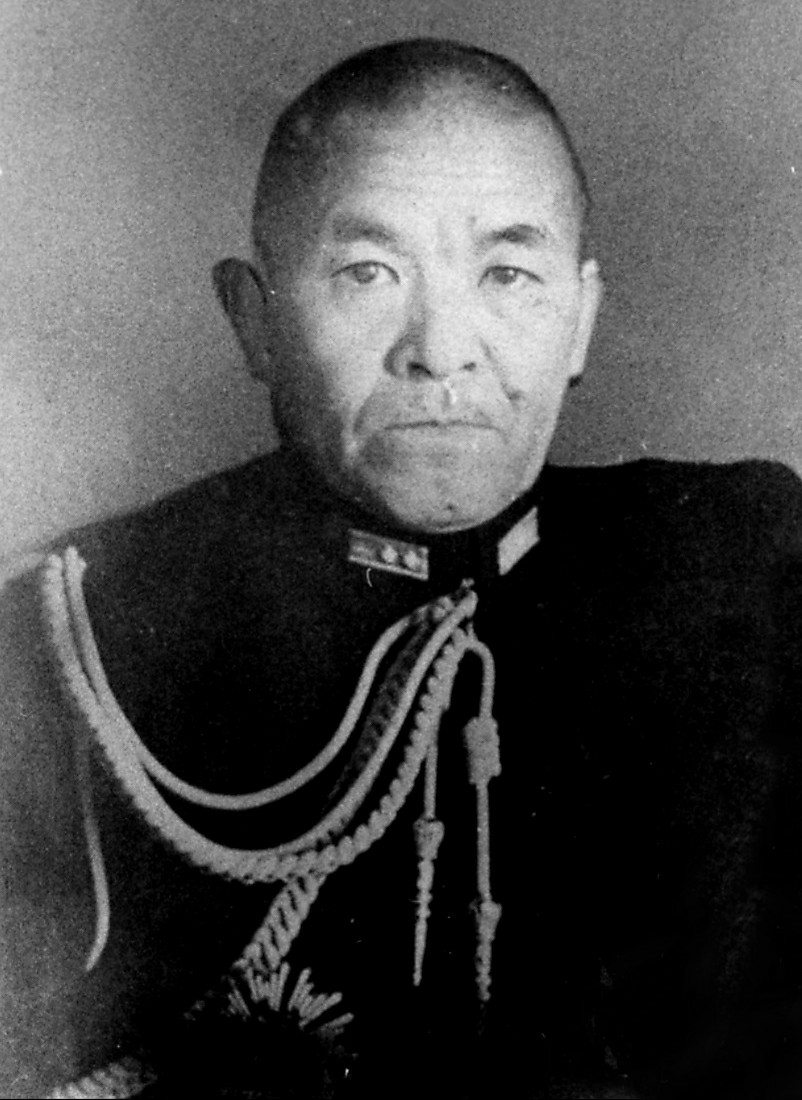
Ком. 3-м Флотом ВМС вице-адмирал Т. Нагумо
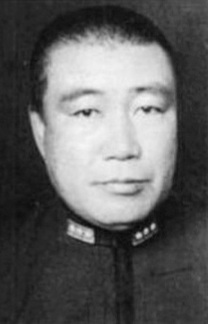
НШ Флота №3 ВМС контр-адмирал  Р. Кусака
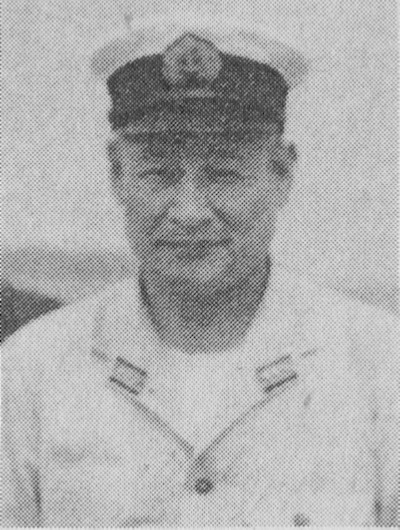
2-й командир корабля к-н 1 ранга Т. Номото

После окончания оперативного плана Алеуты и констатации неудачи оперативного плана Мидуэй ДАВ № 5 ВМС была расформирована, комдив назначен командующим ДКР № 8 ВМС (кр. I р. Тонэ-Тикума). АФл № 1 ВМС был переформирован во Флот № 3 ВМС (комфлотом вице-адмирал Т. Нагумо, нач. штаба — контр-адмирал Р. Кусака), где на основе ДАВ № 5 была сформирована ДАВ № 1 (АВ Сёкаку-Дзуйкаку-Дзуйхо). Корабли приняли на борт авиацию и экипажи, в том числе из числа авиаБЧ, погибших у ат. Мидуэй. АвиаБЧ корабля получила восьмиротный состав (по три роты ИАЭ и ЛБАЭ и две роты ТАЭ), усилена МЗА оконечностей. АВ Сёкаку был назначен флагманом Флота № 3 ВМС, командиром флагманской авиаБЧ был переведён к-н 2 ранга М. Гэнда (далее в штабе береговой ВА № 11 ВМС).

#### Оборонительная операцияу арх. Соломоновых о-ов
| АвиаБЧ Дзуйкаку (арх. В. Соломоновых о-ов, лето 1942 г.) | АвиаБЧ Дзуйкаку (арх. В. Соломоновых о-ов, лето 1942 г.) | АвиаБЧ Дзуйкаку (арх. В. Соломоновых о-ов, лето 1942 г.) | АвиаБЧ Дзуйкаку (арх. В. Соломоновых о-ов, лето 1942 г.) | АвиаБЧ Дзуйкаку (арх. В. Соломоновых о-ов, лето 1942 г.) | АвиаБЧ Дзуйкаку (арх. В. Соломоновых о-ов, лето 1942 г.) |
| Командир авиаБЧ к-н 2 ранга С. Такахаси                  | Командир авиаБЧ к-н 2 ранга С. Такахаси                  | Командир авиаБЧ к-н 2 ранга С. Такахаси                  | Командир авиаБЧ к-н 2 ранга С. Такахаси                  | Командир авиаБЧ к-н 2 ранга С. Такахаси                  | Командир авиаБЧ к-н 2 ранга С. Такахаси                  |
| Эскадрилья                                               | Командир                                                 | Тип ЛА                                                   | Всего                                                    | Неисправных                                              |                                                          |
| -------------------------------------------------------- | -------------------------------------------------------- | -------------------------------------------------------- | -------------------------------------------------------- | -------------------------------------------------------- | -------------------------------------------------------- |
| ИАЭ                                                      | к-н-л-т А. Сиранэ                                        | И-0                                                      | 3 роты                                                   | 2 ед.                                                    |                                                          |
| ЛБАЭ                                                     | к-н-л-т С. Такахаси                                      | ЛБ-99                                                    | 3 роты                                                   | -                                                        |                                                          |
| ТАЭ                                                      | к-н-л-т С. Имадзюку                                      | Т-97                                                     | 2 роты                                                   | -                                                        |                                                          |
| ИТОГО                                                    |                                                          |                                                          | 72 ед.                                                   | 2 ед.                                                    |                                                          |

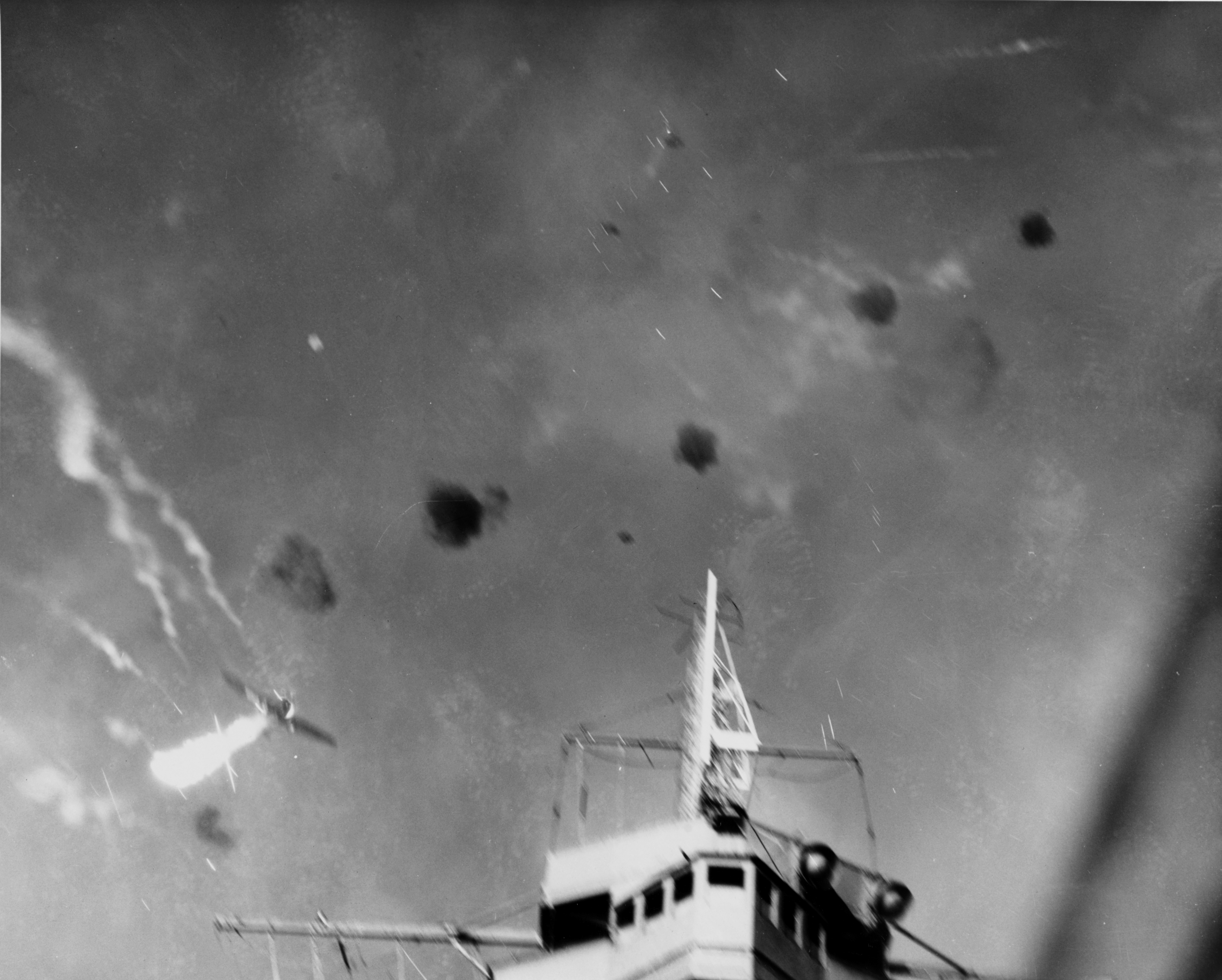
Уничтоженный ЛБ-99 над АВ № 6 Энтерпрайз (лето 1942 г.)

Выравнивание сил позволило ВМС США начать контрнаступление на арх. Соломоновых островов, и Императорская Япония начала наращивание сил в районе. С августа 1942 г. части морской пехоты США начали высадку в восточной части архипелага (острова Гуадалканал и Флорида). ДАВ № 2 АВ Дзуйхо был выделен на усиление ДАВ № 1 (Сёкаку-Дзуйкаку). В конце августа ДАВ № 1 была выдвинута к арх. Соломоновых островов, куда подходила 61-я оперативная морская группировка ВМС США в составе 16-й (АВ № 6 Энтерпрайз), 11-й (АВ № 3 Саратога) и 18-й (АВ № 7 Уосп) авианосных дивизий. Задачей Флота № 3 было блокирование сил силами лёгких АВ авиации противника у о .Гуадалканал и на военном аэродроме Гендерсон и выманивание основных сил трех дивизий противника под удар ДАВ № 1.

##### КонтратакаФлота № 3(август 1942 г.)
В конце лета 61-я ОМГ ВМС США спланировала операцию по уничтожению легких авианосных сил группировки Императорской Японии, массированным авианалетом трех палубных авиаполков в море уничтожив легкий АВ Рюдзе, ЭМ Муцуки и судно Кинрю и одновременно повредив лидер Дзинцу и гидроавианосец Титосэ. 24.8.1942 г. ДАВ № 1 контратаковала двумя вылетами по 4 роты авиации. Авиация АВ Сёкаку произвела налет на ордер 11-й (АВ № 6 Энтерпрайз), АВ Дзуйкаку — 16-й АД (АВ № 3 Саратога) ВМС США. АВ ’‘№ 6 Энтерпрайз ‘‘ получил три бомбовых попадания и был заменен АВ № 8 Хорнет. Потери корабельной авиации Императорской Японии составили до тройки ПВО и две пикировочных роты (17 ед.) в вылете и тройку ПВО и пикировщик на посадке. Во втором вылете группы не смогли обнаружить противника в море, потеряв пятерку пикировщиков по техническим причинам. Несмотря на потери в корабельном составе ВМС, силам ВМС и КМП США удалось предотвратить прорыв к о. Гуадалканал ДЭМ № 2 ВМС, сорвав десант Императорской Японии и удержав аэродром стратегического значения.
| Список вылетов авиаБЧ ДАВ №% 4.8.1942 г. | Список вылетов авиаБЧ ДАВ №% 4.8.1942 г. | Список вылетов авиаБЧ ДАВ №% 4.8.1942 г. | Список вылетов авиаБЧ ДАВ №% 4.8.1942 г. | Список вылетов авиаБЧ ДАВ №% 4.8.1942 г. | Список вылетов авиаБЧ ДАВ №% 4.8.1942 г. |
| Вылет                                    | Командир                                 | АвиаБЧ Сёкаку                            | АвиаБЧ Дзуйкаку                          | Всего                                    | Потери                                   |
| ---------------------------------------- | ---------------------------------------- | ---------------------------------------- | ---------------------------------------- | ---------------------------------------- | ---------------------------------------- |
| 1-й                                      | к-н 3 ранга М. Сэки                      | четверка ИАЭ две роты ЛБАЭ               | шестерка ИАЭ рота ЛБАЭ                   | 4 роты                                   | шестерка ИАЭ жве роты ЛБАЭ               |
| 2-й                                      | к-н-л-т С. Такахаси                      | тройка ИАЭ рота ЛБАЭ                     | шестерка ИАЭ две роты ЛБАЭ               | 4 роты                                   | пятерка ЛБАЭ                             |
| ИТОГО                                    |                                          |                                          |                                          | 8 рот                                    | 29 ед.                                   |

##### Октябрьские бои 1942 г.
| АвиаБЧ Дзуйкаку (арх. Св. Креста, лето 1942 г.) | АвиаБЧ Дзуйкаку (арх. Св. Креста, лето 1942 г.) | АвиаБЧ Дзуйкаку (арх. Св. Креста, лето 1942 г.) | АвиаБЧ Дзуйкаку (арх. Св. Креста, лето 1942 г.) | АвиаБЧ Дзуйкаку (арх. Св. Креста, лето 1942 г.) | АвиаБЧ Дзуйкаку (арх. Св. Креста, лето 1942 г.) |
| Эскадрилья                                      | Командир                                        | Тип ЛА                                          | Всего                                           | Неисправных                                     |                                                 |
| ----------------------------------------------- | ----------------------------------------------- | ----------------------------------------------- | ----------------------------------------------- | ----------------------------------------------- | ----------------------------------------------- |
| ИАЭ                                             | к-н-л-т А. Сиранэ                               | И-0                                             | 2 роты                                          | 1 ед.                                           |                                                 |
| ЛБАЭ                                            | к-н-л-т С. Такахаси                             | ЛБ-99                                           | 2 роты                                          | пара                                            |                                                 |
| ТАЭ                                             | к-н-л-т С. Имадзюку                             | Т-97                                            | 2 роты                                          | -                                               |                                                 |
| ИТОГО                                           |                                                 |                                                 | 7 рот                                           | тройка                                          |                                                 |

Бои за стратегический аэродром о. Гуадалканал с переменным успехом шли до конца 1942 г. Для противодействия 61-й ОМГ ВМС США 1-й ДАВ был придан легкий АВ Дзуйхо). В начале сентября ДАВ № 1 оставила часть авиации на о. Бугенвиль и ушла к арх. Микронезии (ПМТО ВМС Трук), до октября сделав ещё один выход в район присутствия 61-й ОМГ ВМС США. 15.10.1942 г. ДАВ № 1 (Сёкаку-Дзуйкаку-Дзуйхо) нанесла удар по десантному ордеру ВМС США у о. Гуадалканал. При возвращении ночной ударной группы одна из машин промахнулась мимо финишера и упала в море. В аварии пострадало до 10 членов палубной команды, был поврежден КП и антенны связи.

##### Бой с16-йи 18-й дивизиями (26.10.1942)

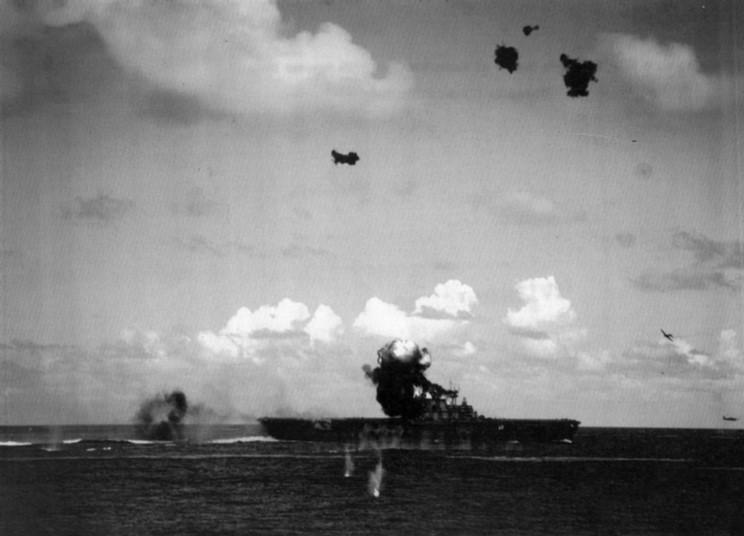
Налёт ЛБАЭ Дзуйкаку на АВ №8 Хорнет (осень 1942 года)
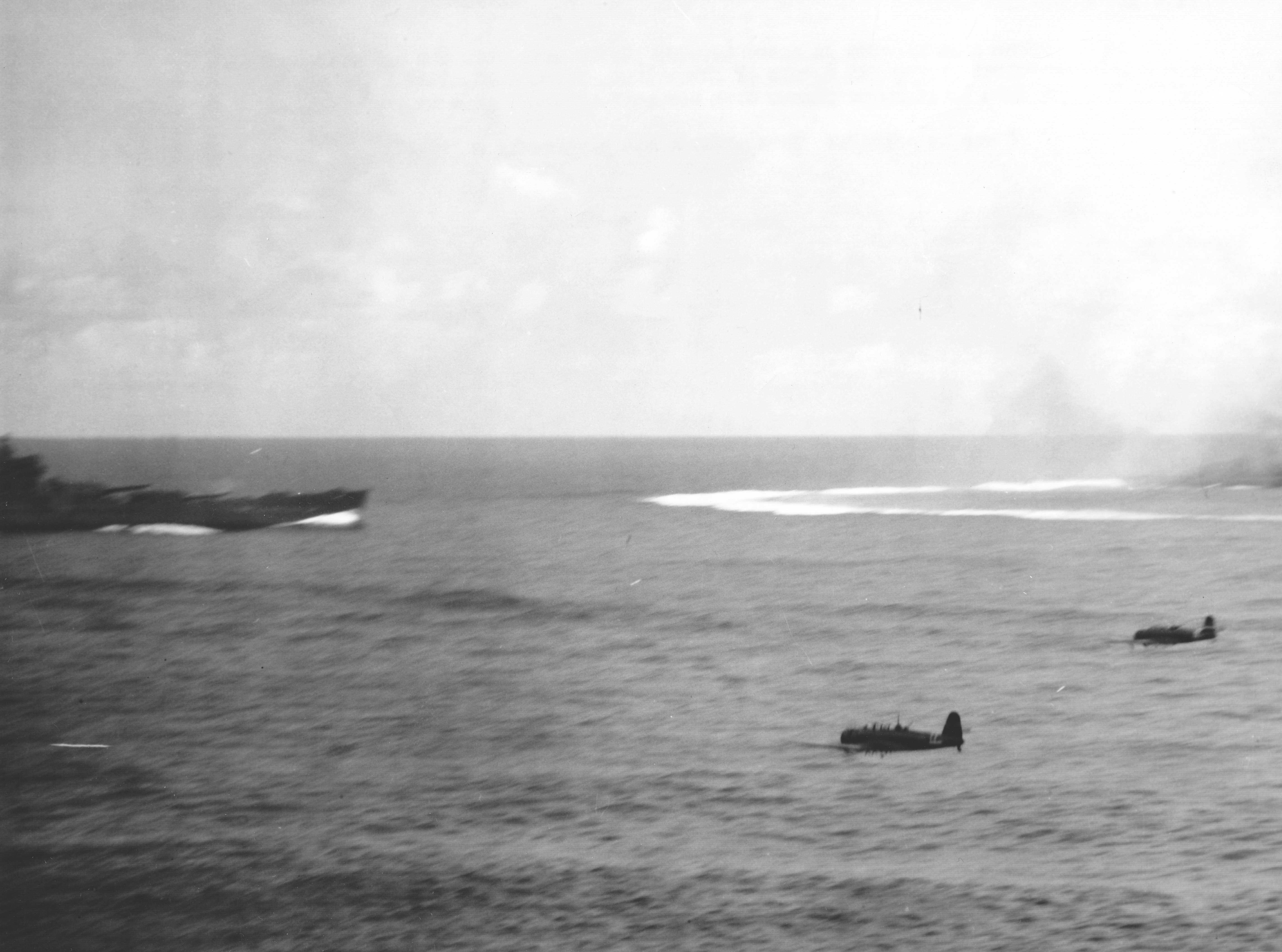
Налёт ТАЭ Дзуйкаку на ЛК № 57 Ю. Дакота (осень 1942 года)

| Силы ВМС Императорской Японии (арх. Санта-Крус, 26.10.1942) | Силы ВМС Императорской Японии (арх. Санта-Крус, 26.10.1942) | Силы ВМС Императорской Японии (арх. Санта-Крус, 26.10.1942) | Силы ВМС Императорской Японии (арх. Санта-Крус, 26.10.1942) | Силы ВМС Императорской Японии (арх. Санта-Крус, 26.10.1942) | Силы ВМС Императорской Японии (арх. Санта-Крус, 26.10.1942) | Силы ВМС Императорской Японии (арх. Санта-Крус, 26.10.1942) | Силы ВМС Императорской Японии (арх. Санта-Крус, 26.10.1942) | Силы ВМС Императорской Японии (арх. Санта-Крус, 26.10.1942) |
| Флот № 3 ВМС (вице-адмирал Т. Нагумо)                       | Флот № 3 ВМС (вице-адмирал Т. Нагумо)                       | Флот № 3 ВМС (вице-адмирал Т. Нагумо)                       | Флот № 3 ВМС (вице-адмирал Т. Нагумо)                       | Флот № 2 ВМС (контр-адмирал Н. Кондо)                       | Флот № 2 ВМС (контр-адмирал Н. Кондо)                       | Флот № 2 ВМС (контр-адмирал Н. Кондо)                       | Флот № 2 ВМС (контр-адмирал Н. Кондо)                       | Флот № 2 ВМС (контр-адмирал Н. Кондо)                       |
| Передовые силы                                              | Передовые силы                                              | Передовые силы                                              | Авиация                                                     | Авиация                                                     | Лёгкие силы                                                 | Лёгкие силы                                                 | Лёгкие силы                                                 | Лёгкие силы                                                 |
| ДЛК № 11                                                    | ДКР № 7                                                     | ДКР № 8                                                     | ДАВ № 1 (вице-адмирал К. Какута)                            | ДАВ № 2 (контр-адмирал Н. Кондо)                            | iv дэм                                                      | xvi дэм                                                     | xvii дэм                                                    | lxi дэм                                                     |
| ----------------------------------------------------------- | ----------------------------------------------------------- | ----------------------------------------------------------- | ----------------------------------------------------------- | ----------------------------------------------------------- | ----------------------------------------------------------- | ----------------------------------------------------------- | ----------------------------------------------------------- | ----------------------------------------------------------- |
| лкр Нагара Хиэй Кирисима                                    | Тонэ Тикума                                                 | Судзуя Кумано                                               | Сёкаку Дзуйкаку Дзуйхо                                      | Дзюнъё                                                      | Араси Маикадзэ                                              | Юкикадзэ Хацукадзэ Амацукадзэ Токицукадзэ                   | Хамакадзэ                                                   | Тэрудзуки                                                   |

25.10.1942 Флот № 3 Императорской Японии в море подвергся внезапному налету гидроразведчиков ВМС США, в том числе проведших БШУ по АВ Дзуйкаку. Штаб флота приказал силам повернуть на норд, где предположительно находились основные силы противника. 26.10.1942 ДАВ № 1 вновь подверглась налёту 16-й (АВ № 8 Хорнет) и 18-й (АВ № 7 Уосп) авианосных дивизий. Командир корабля (к-н 1 ранга Т. Номото) вспоминал, что в первом вылете подъём и наведение авиации были затруднены отсутствием РЛС, которая на тот момент имелась на АВ Сёкаку
’‘Рэда-о моттэ иру Сёкаку-кара я-но сайсоку-га кита га, Дзуйкаку ва рэда-га най нодэ нонбири-ни яру кото-ни сита
.
Для подъёма авиации корабль шёл на полном ходу в наветренном направлении, на удалении до 100 кабельтовых (18 км) от АВ Сёкаку, в связи с чем сумел избежать массированного налета авиации 61-й ОМГ США. Двум ротам ЛБАЭ под прикрытием роты ИАЭ тремя бомбовыми и двумя торпедными попаданиями удалось повредить АВ № 8 Хорнет, но АВ Энтерпрайз смог укрыться за дождевым шквалом. Группы второго вылета (2 роты ТАЭ под прикрытием четвёрки ИАЭ) смогли добиться трёх попаданий ОФАБ-250. ТАЭ повредила крейсер охранения Портленд, потеряв до роты. АВ № 8 Хорнет был добит третьим вылетом (ротаТАЭ и пара ЛБАЭ авиации), после чего от буксировки отказались, и он был затоплен.
Атакой сил авиации Флотов № 2 и № 3 был уничтожен АВ № 8 Хорнет и ЭМ № 356 Портер; повреждены: АВ № 6 Энтерпрайз, ЛК № 57 Ю. Дакота, крейсер ПВО № 54 Сан-Хуан и ЭМ № 378 Смит. Контратакой 61-й ОМГ США был тяжело повреждён флагман Сёкаку и крейсер охранения Тикума, лёгкий АВ Дзуйхо получил более лёгкие повреждения. АВ Сёкаку потерял возможность поднимать авиацию и вести бой из-за повреждения палубы, управление авиацией ДАВ № 5 временно принял к-н 1 ранга Т. Номото. ЭМ Араси (к-н 1 ранга К. Арига) снял комфлотом со штабом с горящего флагмана и передал его на АВ Дзуйкаку. С большими потерями в авиации повреждённый флагман 30.10.1942 ушёл на арх. Микронезии (ПМТО ВМС Трук), куда к церемонии похорон погибшего лётного состава прибыл считавшийся погибшим комэск ЛБАЭ С. Такахаси.

##### Итогиоперации
4.11.1942 г. корабль с охранением (кр I р. Мёко, xvii дэм — ЭМ Хацукадзэ-Токицукадзэ) был выведен из зоны боевых действий. 9.11.1942 г. у берегов метрополии в районе пр. Бунго ордер разделился. АВ Дзуйкаку с ЭМ ’‘"Хацукадзэ" были направлены в округ Курэ, остальные силы — в округ Сасэбо). После операции в районе арх. Восточных Соломоновых островов ДАВ № 5 была в третий раз вынесена благодарность командования (также за участие в операции Гавайи и наступательной операции в районе Австралии). В округе Курэ корабль принял на борт технику и начал боевую подготовку. 11.11.1942 г. ком. Флотом № 3 Императорской Японии был назначен вице-адмирал Д. Одзава, начштаба — контр-адмирал С. Ямада.

### Оборонительные операции уо. Гуадалканал

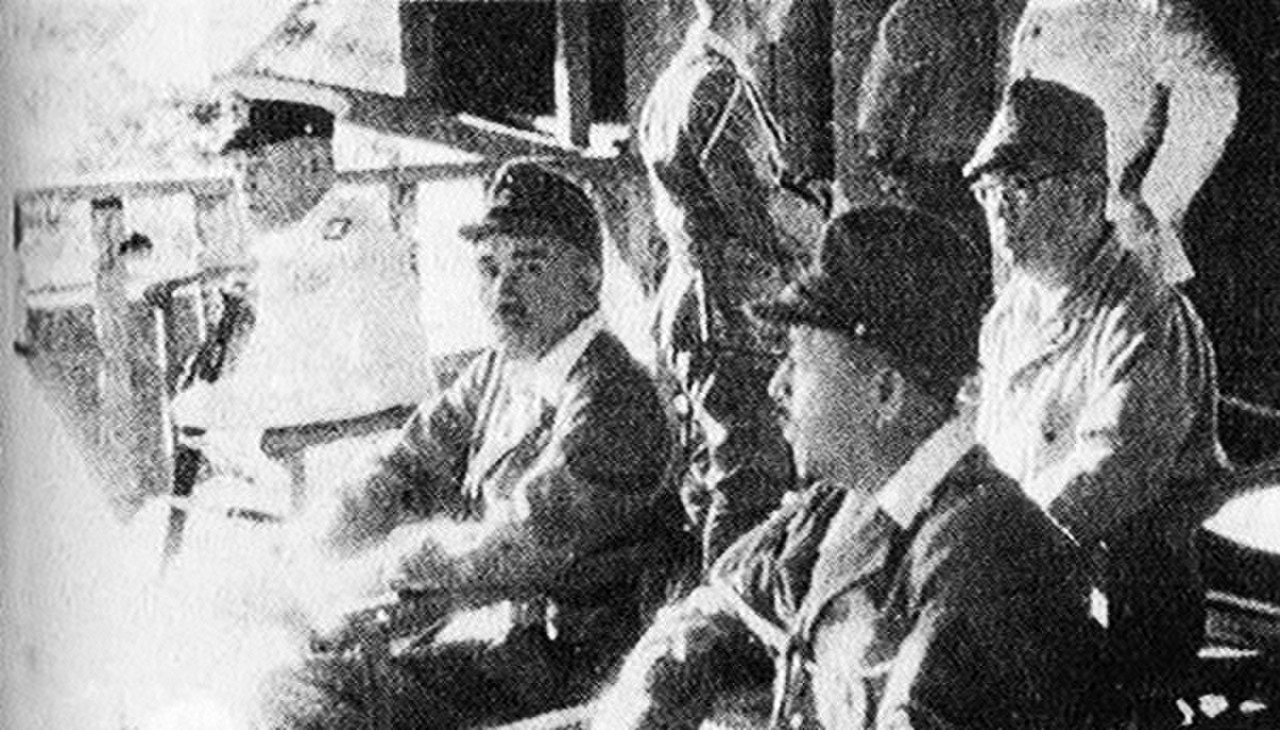
Главком ВМС И. Ямамото и ком.  Южным Флотом ВМС Д. Кусака на КП операции  №1 (И) (весна 1943 г.)
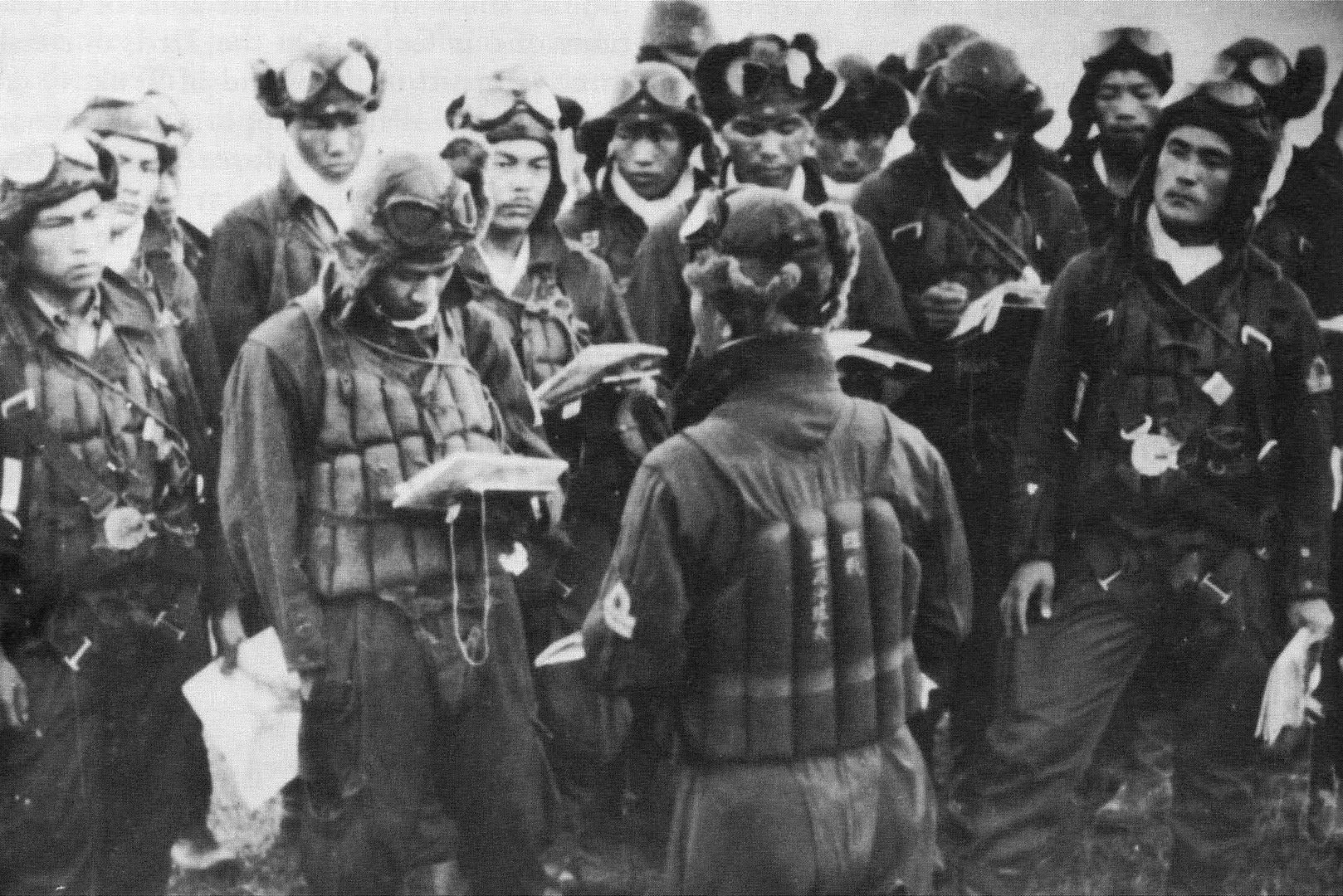
Инструктаж военлетов Дзуйкаку в ходе операции  №1 (И) (о. Бугенвиль, весна 1943 г.)

12.12.1942 г. на выходе из главной базы ВМС к арх. Микронезии внезапной торпедной атакой (ПЛ № 228 Драм ВМС США) был поврежден транспортный конвой (легкий АВ Рюхо-ЭМ Токицукадзэ) с матчастью и личным составом ИАЭ № 45 Сухопутных войск, после чего задача была передана тяжелому АВ Дзуйкаку. Через четыре дня после нового 1943 г. корабль из главной базы прибыл в Микронезию (ПМТО ВМС Трук) с дивизионом ЭМ (Акидзуки-Хацукадзэ-Токицукадзэ), откуда последний был немедленно направлен в район о. Гуадалканал. После сдачи на береговой аэродром матчасти Сухопутных войск уже 7.1.1943 г. корабль с артиллерийским охранением (ЛК Муцу- кр. I р. Судзуя) и сводной ДЭМ (ЭМ Ариакэ-Югурэ-Исонами-Инадзума-Амагири-Асасио) ушел к берегам метрополии. По погодным условиям поход проходил днем на скорости не более 16 уз., что вызывало большое беспокойство командования за безопасность корабля. 14.1.1943 г. корабль под охранением кр. I р. Судзуя и дивизиона ЭМ (Ариакэ-Югурэ-Амагири) зашел в округ ’‘"Курэ".

#### Оборонительная операцияКэ
После прихода в метрополию корабль был введен в состав сводного соединения ВМС для реализации оперативного плана Кэ (вывода наземных частей Сухопутных войск с о. Гуадалканал). Соединение в составе флагмана ВМС Мусаси, ДАВ № 1 (Дзуйкаку-Дзуйхо) и ДЭМ № 2 ВМС (лидер Дзинцу, x дэм — Югурэ-Акигумо-Макигумо-Кадзэгумо), xvi дэм — Юкикадзэ)) 18.1.1943 г. покинуло округ Курэ и через пять дней прибыло к арх. Микронезии. Для эвакуации первых наземных частей в конце января к о. Гуадалканал под прикрытием корабельной авиации вышла пара эсминцев (ЭМ Акигумо-Макигумо). Кроме вывода с острова подразделений Сухопутных войск 27.1.1943 г. ЭМ Кагэро принимал участие в ПСД после вынужденной посадки техники авиаБЧ Дзуйкаку. К 10.2.1943 г. остающиеся на острове части Сухопутных войск силами xvii дэм — ЭМ Таникадзэ-Уракадзэ) были выведены на арх. Микронезии (ПМТО ВМС Трук).

#### Оперативный план № 1 (И)
ВМС США испытывали нехватку корабельного состава после действий у арх. С. Креста, в районе архипелага Соломоновых о-вов наступила пауза. В 1943 г. на вооружение ВМС США стал массово поступать тяжелый проект Эссекс и лёгкий Индепенденс. К концу 1943 г. на вооружении ВМС США находилось 4 ед. АВ проекта Эссекс и 9 ед. АВ проекта Индепенденс. Весной 1943 г. Ставка Императорской Японии силами корабельной и береговой авиации начала одновременную реализацию стратегической операции № 1 (И) для перелома инициативы у о. Гуадалканал. Большая часть военных летчиков корабельной авиации принимали участие в дальних вылетах к арх. В. Соломоновых о-овов (о. Гуадалканал) с береговых аэродромов. В воздушных боях опытный летный состав авиации ВМС продолжал нести серьёзные потери. К апрелю потери корабельной авиации в дальних вылетах вдвое превышали потери наступательной операции Гавайи (до пятой части всего личного состава). Ком. Флотом № 3 ВМС (вице-адмирал Д. Одзава) предлагал штабу Главкома не применять корабельную авиацию для непосредственной поддержки наземных подразделений, но ввиду тяжести ситуации получил отказ. 
Подразделения авиации ДАВ №1 были выведены в метрополию для пополнения матчастью и летным составом. Чтобы компенсировать отсутствие дивизии, штаб и командующий 1-м АФл пошли на дробление сил авиации 2-й ДАВ между береговыми аэродромами Микронезии и Маршалловых островов. Во многом силы корабельной авиации дезорганизовала ведшаяся с береговых аэродромов ВМС стратегическая операция  №1 (И) 

К-н 2 ранга М. Окумия, офицер штаба ДАВ №2
Весной 1943 г. ДАВ № 1 передала большую часть авиатехники на о. Н. Гвинея (ПМТО ВМС Рабаул). Ставка испытывала острую нехватку подготовленного корабельного летного состава, при этом не привлекая её к активным действиям остававшуюся в резерве ДАВ № 1 (в том числе АВ Дзуйкаку). Дивизия базировалась на арх. Микронезии с заходами в округ метрополии Курэ. АВ Дзуйкаку планировался для участия в отмененной наступательной операции 1943 г. у арх. Алеутских островов, но к осени корабль вновь передал большую часть авиации и экипажей для обороны основного аэродрома Императорской Японии Рабаул (о. Н. Гвинея). Часть авиаБЧ ДАВ № 1 с матчастью была передана ДАВ № 2 (АВ Дзюнъё- Хиё), после чего ДАВ № 1 и ДЭМ № 10 (лидер Агано-ЭМ Юкикадзэ-Сиокадзэ-Акикадзэ) ушли в округ Курэ, откуда авианосец перешел в завод округа Сасэбо для усиления корабельной ПВО (монтажаРЛС-2 ОВЦ и дополнительных единиц МЗА). Неудача контрнаступления на о. Гуадалканал (оперативный план № 1) и угроза арх. Микронезии заставила штаб АФл № 1 перенести базирование в Сингапур. К весне 1944 г. стало ясно, что ВС США готовят стратегическую наступательную операцию в Центральной части Тихого океана, и Императорская Япония начала концентрацию сил для противодействия.

### Оборонительная операцияуарх. Алеутских островов
На момент конца апреля дивизия заканчивала боевую подготовку прибывшего личного, в том числе АВ Сёкаку в срок  (яп.  Сигацу мацу дзинъин сэйби, кокан кёику-о сибараку сюрё), АВ Дзуйкаку с опозданием  (яп.  Дзинъин ходзю сибараку оватта бакари, тайхэйрёку-о моттэ энрэн фусоку), в связи с чем штаб Соединенного Флота ВМС принял решение об отсрочке операции. Дивизия вышла из округа Курэ 18.5.1943 г., прибыв в главную базу ВМС 21.5. 1943 г., где вошла в состав сводной группировки:
- СФ ВМС
  - ДАВ № 1
    - АВ Сёкаку-Дзуйкаку-Дзуйхо

  - ДКР № 7 ВМС
    - лидеры Оёдо, Кумано-Судзуя-кр .I р. Могами

  - ДЭМ № 10 ВМС
    - лидер Агано, ЭМ Юкикадзэ-Сиокадзэ-Хамакадзэ[97][98]

В это же время с ПМТО Трук в Главную базу ВМС был доставлен прах Главкома ВМС Императорской Японии адмирала И. Ямамото, погибшего 18.4. 1943 г. при вылете с аэродрома ВМС Рабаул на прифронтовую базу на о. Бугенвиль. На переходе урну с прахом сопровождал конвой в составе: флагмана ВМС Мусаси, ДАВ № 2 (Дзюнъё-Хиё), ДЛК № 3 (ЛК Конго-Харуна) и ДКР № 8 (кр. I р. Тонэ|-Тикума) дивизий. Одновременно с возвращением праха Главкома в метрополию основные соединения ВМС концентрировались в районе столицы и главной базы для перехода к Курильской гряде и участия в оборонительной операции у арх. Алеутских островов). В конце весны оперативный отдел ГлШ ВМС (капитан 1 ранга Т. Ямамото) докладывал, что запас корабельного мазута в распоряжении соединений ВМС составлял не более 300 тыс. т. При ежемесячном расходе всех флотов военного времени не менее 40 тыс. т (в случае действий в районе Алеутского архипелага — до 60 тыс. т), запас топлива для активных действий мог быть израсходован к концу лета.
29.5.1943 г. было объявлено о гибели гарнизона Сухопутных войск на о. Атту (сводный полк № 89 укрепрайона Шумшу, полковник Я. Ямадзаки), и оборонительная операция в районе арх. Алеутских островов была отменена. Основными причинами отхода были нехватка боеготовых сил, запасов топлива и потеря берегового плацдарма, и все соединения ВМС из района архипелага через Главную базу ВМС были выведены в район Западной Японии ДАВ № 1 ВМС (Сёкаку-Дзуйкаку- Дзуйхо) перешла в округ Курэ под охранением кр. I р. Могами и дивизии легких сил (лидер Оёдо), xi дэм — ЭМ Судзуцуки-Хацудзуки-Ниидзуки), xx дэм — ЭМСигурэ- Ариакэ-Югурэ, где 20.06.1943 г. новым командиром корабля был назначен капитан 1 ранга Т. Кикути.
08.07.1943 г. ДАВ № 1 и плавбазы авиации Тюё-Ниссин после недельного перехода прибыли на арх. Микронезии (ПМТО ВМС Трук) под охранением ДКР I ранга (кр. I р. Тонэ-Тикума-Могами) и двух ДЭМ (лидеры Оёдо-Агано, iv, xvii и lxi дэм) . Соединения КМП США вели наступление в западном направлении по арх. Соломоновых островов, высадившись на о. Рендова, и после месячных учений 19.09. 1943 г. ДАВ № 1 была направлена на обеспечение ПВО арх. Гилберта (ат. Тарава), где готовилась крупная высадка соединений морской пехоты США, но возвратилась в ПМТО ВМС Трук, не встретив противника. 5.10. 1943 г. ДАВ № 1 и ДЛК № 1 (ЛК Ямато-Нагато) безрезультатно выходили в район о. Уэйк. Расход мазута крупными корабельными соединениями в океанских выходах осени 1943 г. имел негативное влияние на маневренность сил в оборонительной операции № 2 у арх. Марианских островов

### Оборонительная операцияу арх. Марианских островов
1.11.1943 г. части 3-й ДМП США в продолжение оккупации арх. Соломоновых о-овов начали высадку на о. Бугенвиль. В рамках оборонительной операции № 2 (Ро) в район о. Палау были направлены крупные силы береговой и корабельной авиации, в том числе ДАВ № 1 ВМС. Общие потери составили до 70 % наличной матчасти и до половины летного состава корабельной авиации, в связи с чем 11.12. 1943 г. штаб и Главком Соединенного флота (адмирал М.Кога) приняли решение об отходе соединений в район арх. Микронезии. 7. 12. 1943 г. АВ Дзуйкаку под охранением крейсера "Тикума " и эсминцев Судзуцуки-Хацудзуки вышел из ПМТО ВМС Трук, 12. 12. 1943 г. прибыв в округ Курэ. Во время пребывания в метрополии последним командиром корабля был назначен командир авианосца Хосё (капитан 1 ранга Т. Кайдзука).

#### Оперативный план№ 2 (Ро)

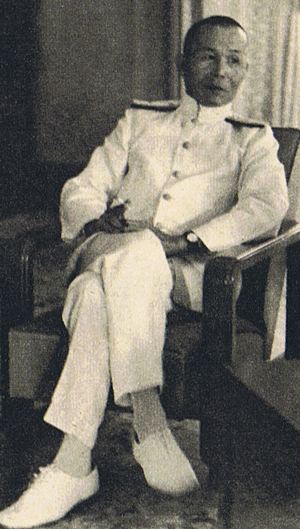
Ком. МФл №1 ВМС вице-адмирал вице-адмирал Д. Одзава
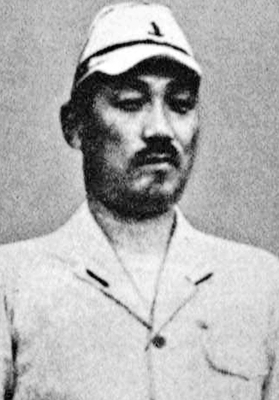
НШ 1-го МФл ВМС контр-адмирал К. Комура
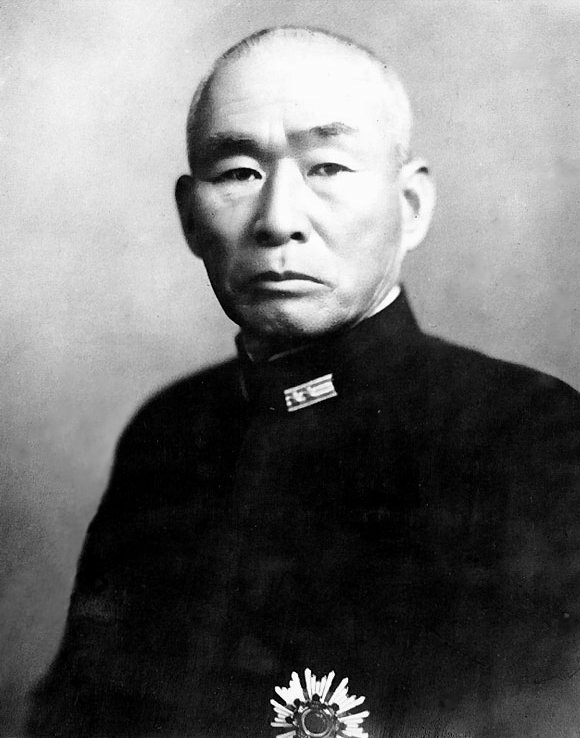
Ком. Флотом №2 ВМС вице-адмирал Т. Курита
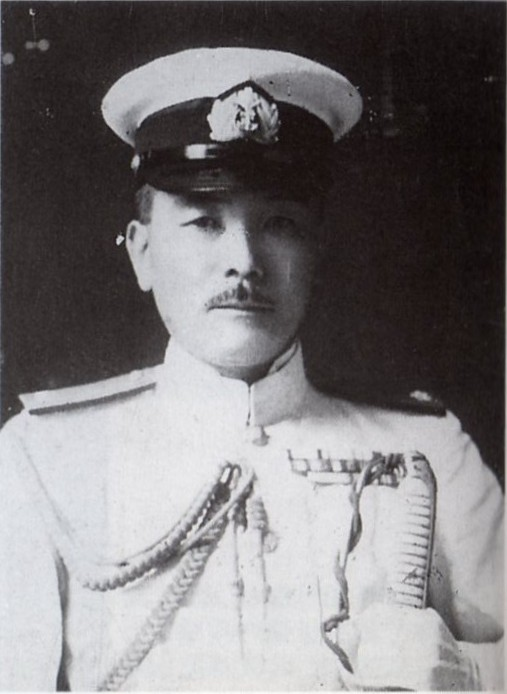
НШ Флота №2 ВМС контр-адмирал  Т. Коянаги

Нехватка матчасти и обученного летного состава не позволяла Ставке Императорской Японии организовать упорное сопротивление наступлению ВС США в центральных и южных районах Тихого океана. Противник угрожал маршрутам подвоза нефтепродуктов со стратегических НПЗ Индонезийского архипелага, и весной 1944 г. было принято решение остановить наступление соединений ВМС и КМП США оборонительной операцией в районе арх. Марианских островов. По плану Ставки, в районе о. Тави-Тави (арх. Марианских островов) силы вторжения должны были быть остановлены ударами береговой и корабельной авиации ВМС, после чего окончательно уничтожены у берегов архипелага выдвинутыми из метрополии линейными силами Соединённого флота ВМС.

## Формирование Маневренного Флота № 1 ВМС
Для концентрации сил в районе Филиппинского архипелага летом 1944 г. на основе Флотов № 2-3 ВМС было сформировано последнее оперативное объединение корабельной авиации Императорской Японии — Маневренный Флот (МФл) № 1 ВМС (ком. Флотом № 3 ВМС вице-адмирал вице-адмирал Д. Одзава, начштаба — контр-адмирал К. Комура). Численность корабельной авиации достигла своего максимума в составе девяти авианосцев и новейших типов авиации. В феврале-марте 1944 г. ДАВ № 1 была введена в состав 1-го МФл и передислоцирована в п. Сингапур. Для единства управления авиация дивизии была сведена в САП № 601 ВМС (капитан 2 ранга Т. Ириса)
В п. Сингапур корабль прошел ремонт и модернизацию, получив металлический настил поверх бортовых труб для аварийного сброса ЛА с полетной палубы, кормовой вырез для базирования на палубе гребных средств дополнительных ЛА (тройка торпедоносцев Тэндзан) и новую систему бензопроводов для обеспечения палубной авиазаправки. Подвеска вооружения по новым нормам также стала проводиться на палубе с подачей боезапаса на подъемниках из ангаров. К началу мая после модернизации ДАВ № 1 из Сингапура прибыла на Филиппинский архипелаг (о. Тави-Тави и о. Гимарас). С 15.4.1944 г. флагманом МФл № 1 ВМС был назначен АВ Тайхо, куда был с повышением переведен старший командный состав АВ Дзуйкаку: командир корабля, старпом и командир артБЧ.

#### Действия сил США уо. Сайпан
По плану наступательной операции Форейджер 5-й Флот ВМС США (адмирал Р. Спрюэнс) сформировал 8-ю оперативную морскую группировку (ОМГ) (англ. Task Force 58 (58TF)) из 1-й (АВ № 12 Хорнет-№ 10 Йорктаун), 2-й (АВ № 17 Бункер-Хилл-№ 18 Уосп), 3-й (АВ № 6 Энтерпрайз-№ 16 Лексингтон) и 4-й (АВ № 9Эссекс и два АВ ПЛО) авианосных (англ. TF58. 1-4) и 7-й линейной (7 ед. линкоров и 8 ед. тяжелых крейсеров) дивизий (англ. TF58.7). Морское десантное соединение КМП США (52-я ОМГ, англ. Task Force 52 (52TF)) покинуло пункт базирования (ат. Маджуро) в начале лета 1944 г. и к середине июня десантные части США начали высадку на арх. Марианских о-овов (о. Сайпан).

#### ДействияМФл № 1ВМСуо. Сайпан

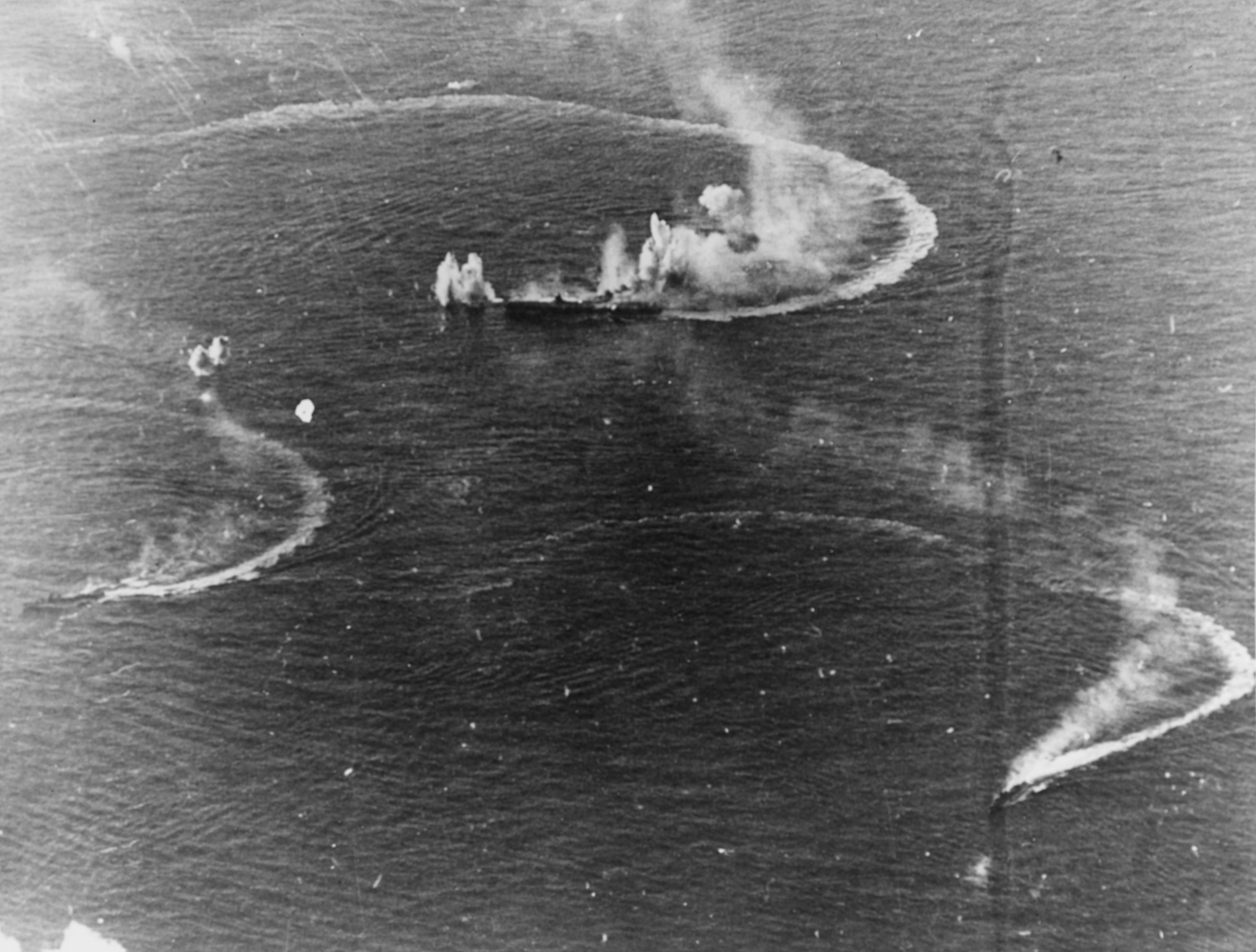
АВ Дзуйкаку под налетом авиации 3-го Флота США у арх. Марианских островов (лето 1944 г.)

МФл № 1 ВМС был выведен в море для налета на авианосные дивизии противника, используя большую дальность корабельной авиации, но наличие РЛС на кораблях 58-й и 52-й ОМГ США и численное превосходство свели преимущества ускоренного вылета к минимуму. 19.6.1944 г. ДАВ № 1 поднимала 6 рот ЛБАЭ и 3 роты ТАЭ под прикрытием 5 рот ИАЭ, (в том числе по 2 роты ИАЭ и пикировочной и роту ТАЭ Дзуйкаку). Боевые потери 19.6.1944 г. составили почти две трети машин (по 11 ед. ИА и пикировочной, 6 ед. торпедоносной авиации). Вечером 20.6.1944 г. были поднята погибшая при возвращении семерка торпедоносцев Тэндзан (3 ед. уничтожены, 4 ед. потеряны при посадке на воду), после чего силы МФл № 1 ВМС подверглись налету более чем 100 ед. авиации противника.
Тяжелые потери от подводных сил ВМС США понесла группировкиа № 1  (яп.  Ко бутай) МФл № 1 ВМС:
Группировка № 1 МФл № 1 ВМС
- ДАВ № 1 ВМС（в подчинении Комфлотом）
  - АВ Тайхо-Сёкаку-Дзуйкаку
- ДКР № 5 ВМС （контр-адмирал С. Хасимото）
  -  кр. I р. -Мёко-Хагуро
- ДЭМ № 10 ВМС (контр-адмирал С. Кимура)
  - лидер Яхаги
  - x дэм (ЭМ Асагумо)
  - xvii дэм (ЭМ Исокадзэ-Уракадзэ)
  -  lxi дэм (ЭМ Хацудзуки-Акидзуки-Вакацуки-Симоцуки[128]

Флагман флота Тайхо был уничтожен торпедной атакой ПЛ № 218 Альбакор ВМС США, АВ Сёкаку — торпедной атакой ПЛ № 244 Кавалла ВМС США. Комфлотом и начштаба были переданы эсминцем Вакацуки на тяжелый крейсер Хагуро и далее со штабом флота перешли на АВ Дзуйкаку.
В ходе столкновения АВ Дзуйкаку получил прямое попадание авиабомбы в полетную палубу сразу за надстройкой и несколько бортовых пробоин от близких разрывов, после чего на корабле возник пожар средней тяжести. Кроме авиации, на палубе имелось несколько технических автомобилей с бензиновыми двигателями, которые послужили причиной быстрого распространения пожара. После пожара на палубе возник пожар в ангарах, который тушился затоплением части отсеков. Из-за большого поступления воды через пробоины и при принудительном затоплении возникла паника, но корабль с повреждениями смог выйти из-под удара и уйти в воды метрополии, 23.6.1944 г. придя в округ Курэ.
В ходе налётов вечером 20.06.1944 авиации ВМС США был уничтожен АВ Хиё, 2 ед. танкеров и 4 ед. АВ повреждены. В связи с тяжелыми потерями авиации Императорской Японии, воздушные бои у арх. Марианских островов получили в ВМС США хвастливое наименование утиной охоты (Great Marianas Turkey Shoot), где МФл № 1 потерял более 200 ед. авиации, в том числе ДАВ № 1 — более 10 рот.

#### КонтратакаМФл №1ВМС
В ходе боев ГлШ ВМС закончил подготовку комбинированного оперативного плана Сухопутных войск и ВМС по обороне о. Сайпан. Для поддержки наземных частей Сухопутных войск было сформировано сводная ДАВ (АВ Тайё-Дзуйкаку), частично довооруженная матчастью УБАП ВМС и ИАЭ Сухопутных войск. 4.7.1944 г. дивизия вышла из вод метрополии к о. Сайпан под охранением линкора Ямасиро (капитан 1 ранга С. Ками), но план был отменен из-за неготовности наземных частей Сухопутных войск. 14.07.1944 г. корабль встал в док округа Курэ. Последний ремонт включал ликвидацию результатов авиаудара, бетонирование бензоцистерн, установку противопожарного оборудования и нанесение камуфляжной окраски. Была усилена МЗА корабля: установлены 8 ед. носовых ПУ НУРС кал. 22 см и несколько одиночных АК-96. Ремонт также предусматривал обновление радиовооружения корабля: была смонтирована поисковая РЛС-13 ОВЦ и новый ГАС-0.

### ДАВ № 3 Флота № 3 ВМС
К дальнейшему использованию в составе ДАВ № 1 планировались тяжелые АВ Унрю-Дзуйкаку, усиленные легким АВ Рюхо, но АВ Дзуйкаку был назначен флагманом сводной ДАВ № 3 (АВ Дзуйкаку-Дзуйхо-Титосэ-Тиёда). В состав ДАВ № 1 вошли однотипная пара проекта Унрю (АВ Унрю-Амаги), флагманом флота был назначен АВ Амаги.

#### Оперативный планПобеда-1
В начале октября 1944 г. после прорыва соединениями ВМС и КМП США стратегического оборонительного периметра у арх. Марианских островов (о. Сайпан) и перезания путей подвоза нефтепродуктов с Индонезийского арх., Ставка и штаб Соединенного Флота (Главком ВМС Ф. Тоёда) приняли решение о реализации объединенного оперативного плана Победа  (яп.  Сё сакусэн). В рамках оперативного плана Победа-1  (яп.  Сёитиго сакусэн)в Филиппинском море комфлотом принял решение о передаче сил авиации ДАВ № 3-4 на береговые базы о. Тайвань. НШ МФЛ № 1 (капитан 1 ранга Т. Омаэ) подавал протест в штаб Соединенного Флота, но там имелось мнение о низкой эффективности корабельной авиации  (яп.  Рэнго кантай ва бокан кантай-но сюцудо-ни китай синай). Береговая авиация с о. Тайвань начала активные боевые действия против подходящей к Филиппинскому арх. 8-й ОМГ ВМС США (англ. Task Force 38/58). Для срыва десанта и навязывания противнику решающего надводного столкновения у арх. Филиппин был сконцентрирован МФл № 1 (Флоты № 2-3 ВМС, комфлотами Т. Курита и Д. Одзава).
Для отвлекающего манёвра Флоту № 3 ВМС было приказано сформировать группировку корабельной авиации в составе:
- МФл № 1 ВМС
  -  Группировка авиации Флота № 3 ВМС
    - ДАВ № 3 ВМС
      - АВ Дзуйкаку-Дзуйхо, плавбазы Тиеда-Титосэ
      - 7 рот (65 ед.) авиации

    - ДАВ № 4 ВМС
      - линкоры-плавбазы Хюга-Исэ
      - 6 рот авиации[151].

    - Легкая крейсерская дивизия 
      - лидеры Тама-Исудзу

    - ДЭМ № 31  ВМС[152][153][154]
      - лидер Оёдо
      - 5 ед. ЭМ ПВО Акидзуки
      -  2 ед. ЭМ проекта Мацу

АВ Дзуйкаку был назначен флагманом Флота № 3 ВМС и 20.10.1944 г. вышел из вод метрополии в воды Филиппинского архипелага. 23.10.1944 г. для спасения на воде летчиков истребительной пары АВ Дзуйкакуот группировки отделилась пара эсминцев (Кири-Суги), которая позже не смогла догнать силы по нехватке топлива. Около полудня 24.10.1944 г. под прикрытием 2 рот ИАЭ авиаБЧ подняла 2 роты ИБА пару ЛБАЭ и торпедоносец Тяньшань с РЛС, плавбазы — по 3 роты ударной авиации. Наводимые самолетной РЛС ЛБАЭ и ТАЭ нашли в море силы 8-й ОМГ ВМС США. Первые доклады после боя включали данные о потоплении пары тяжелых авианосцев противника — в реальности получили бомбовые повреждения АВ № 9 Эссекс и легкий АВ № 27 Лэнгли. В результате возврата по топливу большей части авиаБЧ ДАВ № 3 на береговые аэродромы о. Тайвань, на корабли вернулась шестерка ИАЭ и пятерка ИБА. На 24.10.1944 г. силы обеих авиБЧ составляли не более двух рот ИАЭ, шестерки ЛБАЭ и четверки ТАЭ, ПВО Флота № 3 обеспечивала рота ИАЭ Дзуйкаку. В 18:00 на поиск в море была поднята пятерка ИБА, четверка ЛБАЭ и торпедоносец) с ОФАБ-250.
От налетов с о. Тайвань 8-я ОМГ США потеряла легкий АВ № 23 Принстон, и штаб 3-го Флота США отдал приказ о срочном поиске сил МФЛ № 1 Императорской Японии в море. В поиске авиация противника обнаружила ДЛК № 1 и ДКР № 5 Флота № 2, при налете и торпедной атаке погиб ЛК Мусаси и крейсер I ранга Мёко, ЭМ (Хамакадзэ-Киёсимо получили повреждения.

#### Бой ДАВ № 3 и 8-й ОМГ США в з. Лейте
Для оттягивания сил противника на север к береговым базам на о. Лусон по решению штаба Флота № 3 силы корабельной авиации на 25.10.1944 г. были разделены на две группировки:
- 3-й Флот ВМС
  - Группировка № 1 
    - ДАВ № 3 ВМС
      - АВ Дзуйкаку-Дзуйхо

    - линкор-плавбаза Исэ
    - ДЭМ № 31  ВМС[152][154][167]
      -  лидер Оёдо, 4 ед. ЭМ ПВО Акидзуки

  -  Группировка № 2 
    - авиаплавбазы Титосэ-Тиёда
    - линкор-плавбаза Хюга
    - сводный дэм охранения
      - ЭМ ПВО Акидзуки, пара ЭМ проекта Мацу

Для оттягивания сил противника на север к береговым базам на о. Лусон утром 25. 10. 1944 г. группировки № 1-2 шли полным ходом на норд, но в половину девятого силы попали под налёт двух авиаполков (130 ед. авиации) 8-й ОМГ ВМС США. АВ Дзуйкаку получил бомбовое попадание в среднюю часть палубы и торпедное в левый борт. В результате повреждения полётной палубы, затопления одного турбинного отделения и резкого повышения температуры в остальных, корабль застопорил одну пару валов, снизил ход до 22 узлов и потерял возможность подъёма сил авиации. В результате пожаров в турбинных отсеках и румпельном отделении корабль был временно обесточен, на полчаса были потеряны управление по курсу и центральная наводка калибра ПВО. Также были повреждены АВ Дзуйхо-ЛК Хюга, ЭМ Акидзуки был уничтожен.
После налёта флагман продолжал снижать ход при крене примерно 6 гр. на левый борт и из-за выхода из строя турбогенераторов потерял возможность управления соединениями по КВ-радиосвязи. Назначив лидер Оёдо ретранслятором через канал УКВ флагман передал в штаб Флота № 2 ВМС (ЛК Ямато) об оттягивании сил противника на север, но по данным штаба шифрограмма принята не была.
На курсе отхода ориентировочно в половину десятого утра в Группировке № 2 под повторным налётом погибла авиаПБ Титосэ. Флагман получил ещё несколько повреждений, и комдив со штабом принял решение о переходе на лидер Оёдо, но смог выполнить его только через полтора часа из-за господства противника в воздухе. Рота ПВО погибла на вынужденной по выработке топлива (лейтенант Ё. Минами подобран лидером Оёдо)..

#### Гибель корабля

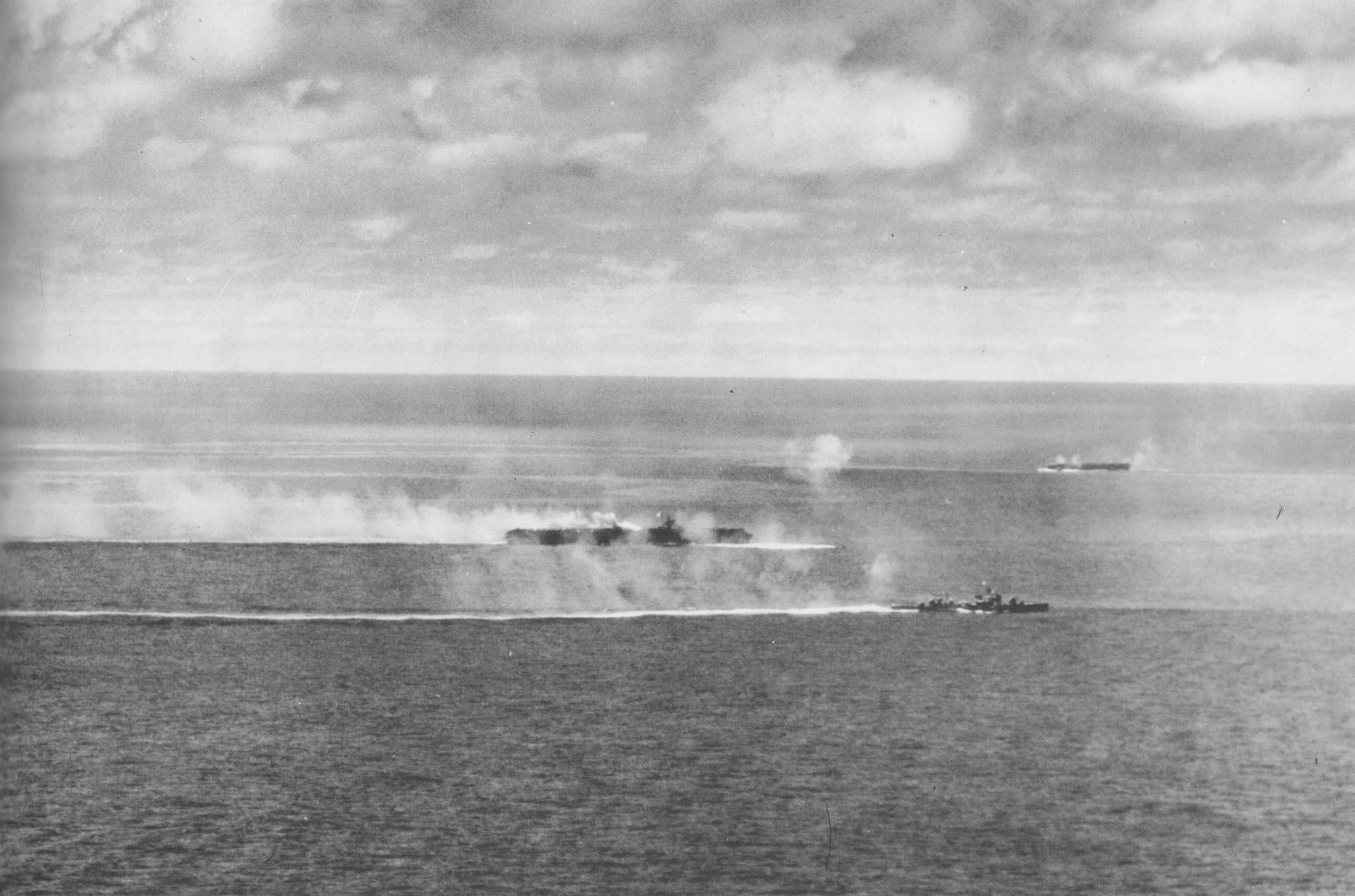
ДАВ №3 и ЭМ Вакацуки под первым налетом 8-й ОМГ ВМС США 25.10.1944 г.
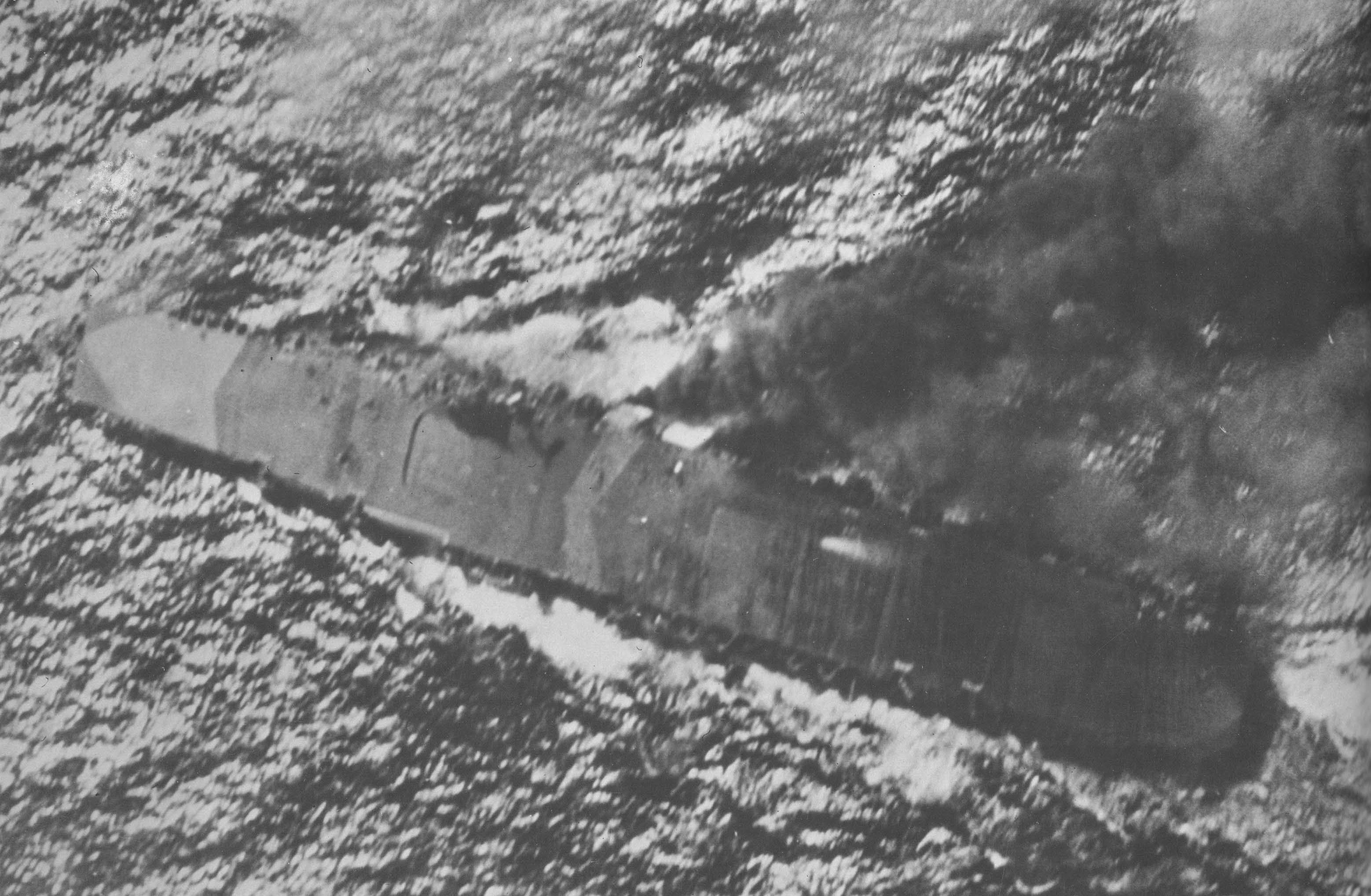
Пожары на АВ Дзуйкаку после налета 25.10.1944 г.
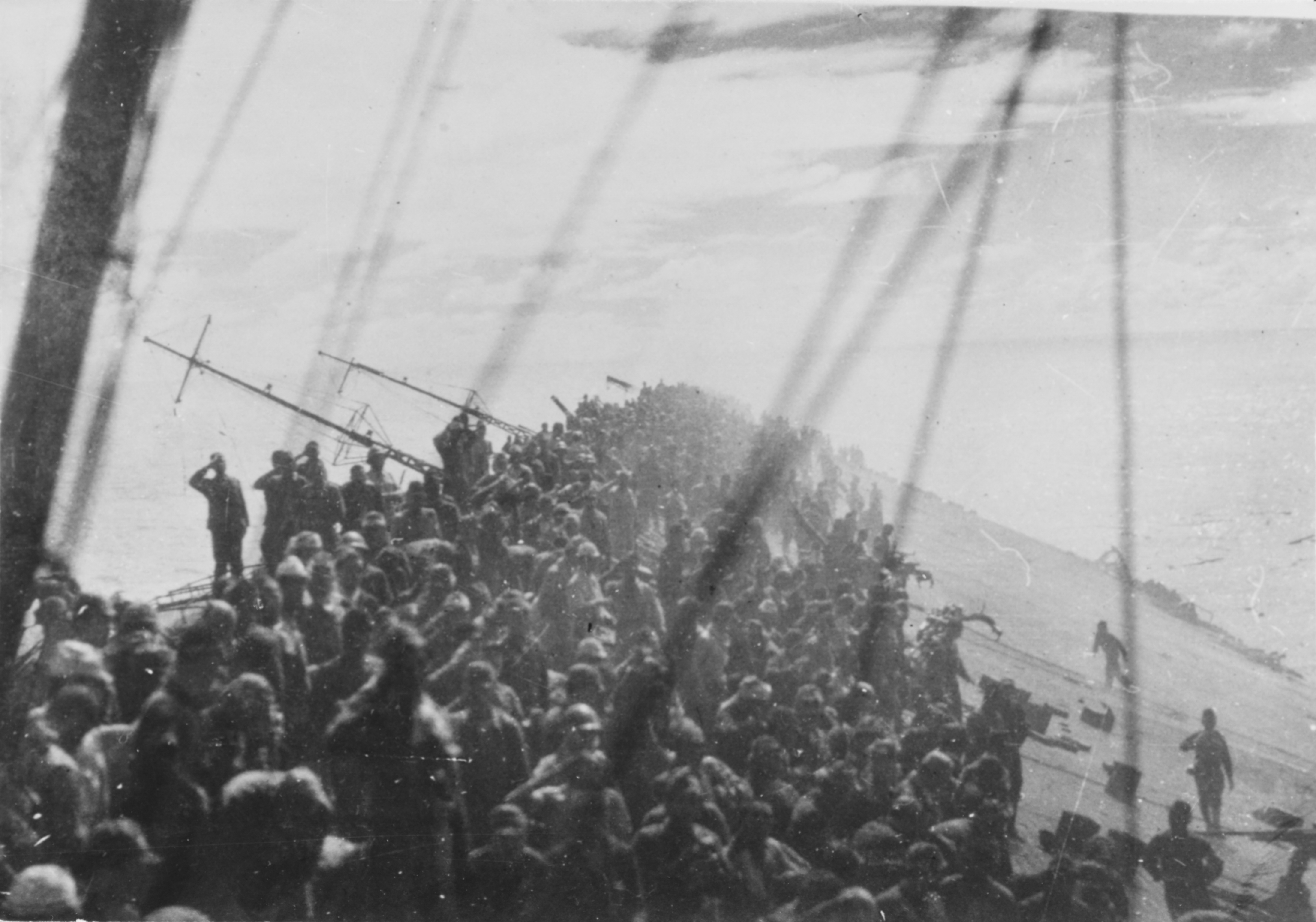
Сбор экипажа перед гибелью корабля 25.10.1944 г.
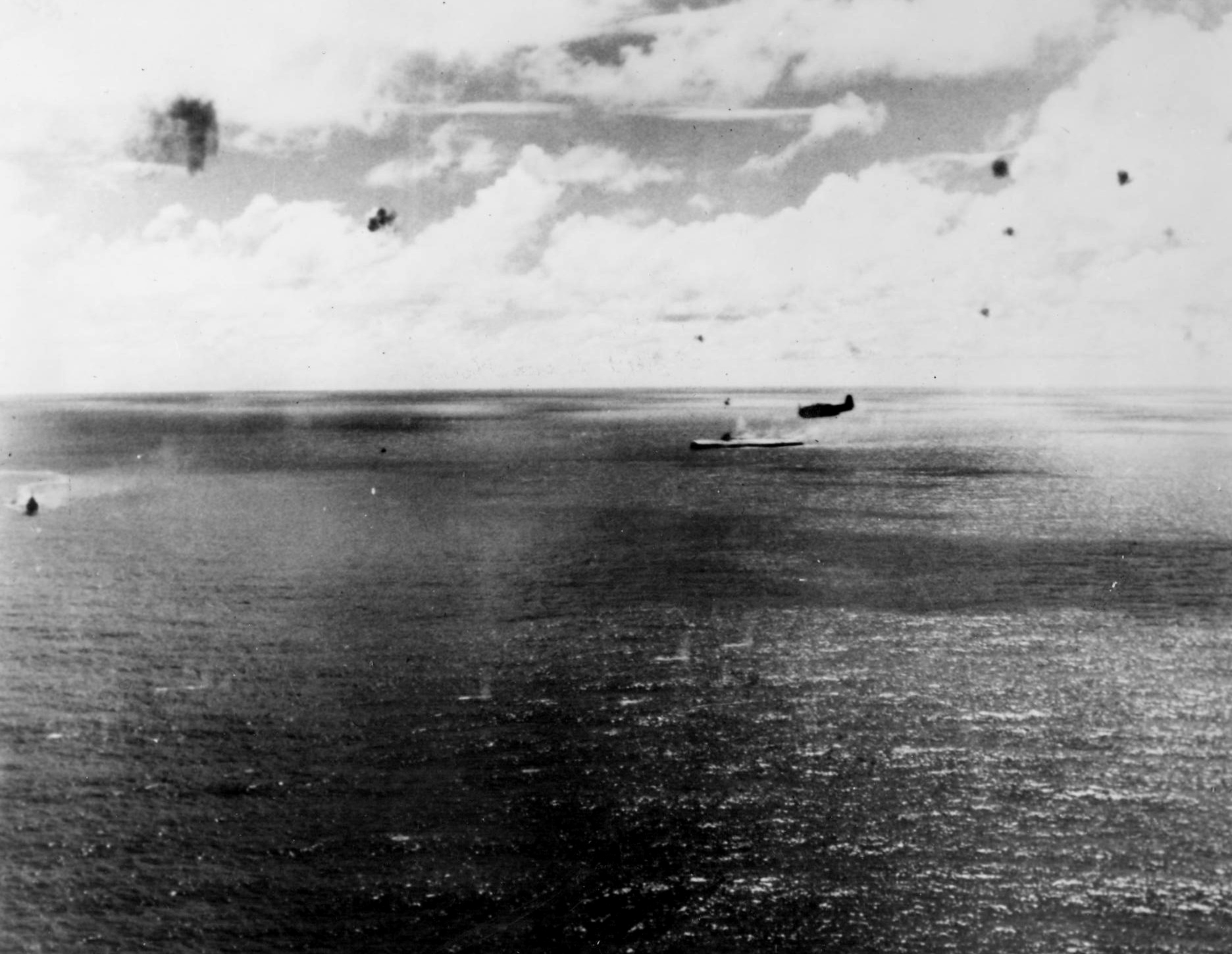
Фото гибнущего АВ Дзуйкаку с торпедоносцев 8-й ОМГ ВМС США

При дальнейшем отходе на север корабль без прикрытия с воздуха около часа дня попал под сосредоточенный третий налет торпедоносной авиации 8-й ОМГ ВМС США, получив пару торпедных попаданий в носовое машинное и румпельное отделения левого борта и с правого борта парное в район КП. Кроме торпедных, корабль получил три бомбовых попадания в центральную часть за кормовым подъёмником и одно в кормовую батарею АК-89 левого борта.
При крене флагмана в 20 гр. на левый борт на крейсере Оёдо приняли шифрограмму
13:25. Имею затопление и сильные пожары в отсеках. Не имею возможности вести борьбу за живучесть.
 (яп.  1325. Каннай синсуй, касай морэцу, сёти-но сюдан наси)
Также с флагмана шли доклады об отказе энергетики батарей ПВО левого борта и перегрева стволов правого. Около половины второго дня командир отдал приказ экипажу, кроме расчетов живучести, собраться на полетной палубе. Через полчаса был отдан приказ о спуске флага и покидании корабля. В 14:07 лидером Оёдо была получена шифрограмма, что кромка полетной палубы ушла под воду, а командир со старпомом задраили изнутри люки КП, спустив на воду раненых и команды живучести.
Согласно докладу штаба Флота № 3 ВМС и боевому журналу лидера Оёдо, корабль с командиром и старпомом на борту затонул в 14:20 25.10.1944 г. в точке 19°57’N 126°34’Е в 220 милях от побережья о. Лусон. Ко времени эвакуации налет сил 8-й ОМГ ВМС США закончился, что дало возможность членам экипажа при покидании сделать снимки тонущего корабля. После погружения корпуса акустиками ДЭМ № 31 ВМС фиксировались сильные подводные взрывы и толчки.
Сбор и подсчет потерь Флота № 3 занял много времени, так как 25.10. 1944 г. корабли гибли на протяжении пяти часов в различных точках з. Лейте Окончательный подсчет установил гибель 50 чел. комсостава, и до 800 матросов и старшин АВ Дзуйкаку, в том числе спасенных позднее погибшим ЭМ Акидзуки.

### Командиры корабля
|  |  | Капитан 1 ранга | Итихэй Ёкокава | 15 ноября 1940 — 5 июня 1942      |
|  |  | Капитан 1 ранга | Тамэки Номото  | 5 июня 1942 — 20 июня 1943        |
|  |  | Капитан 1 ранга | Томодзо Кикути | 20 июня 1943 — 18 декабря 1943    |
|  |  | Капитан 1 ранга | Такэо Кайдзука | 18 декабря 1943 — 25 октября 1944 |

## Память о корабле

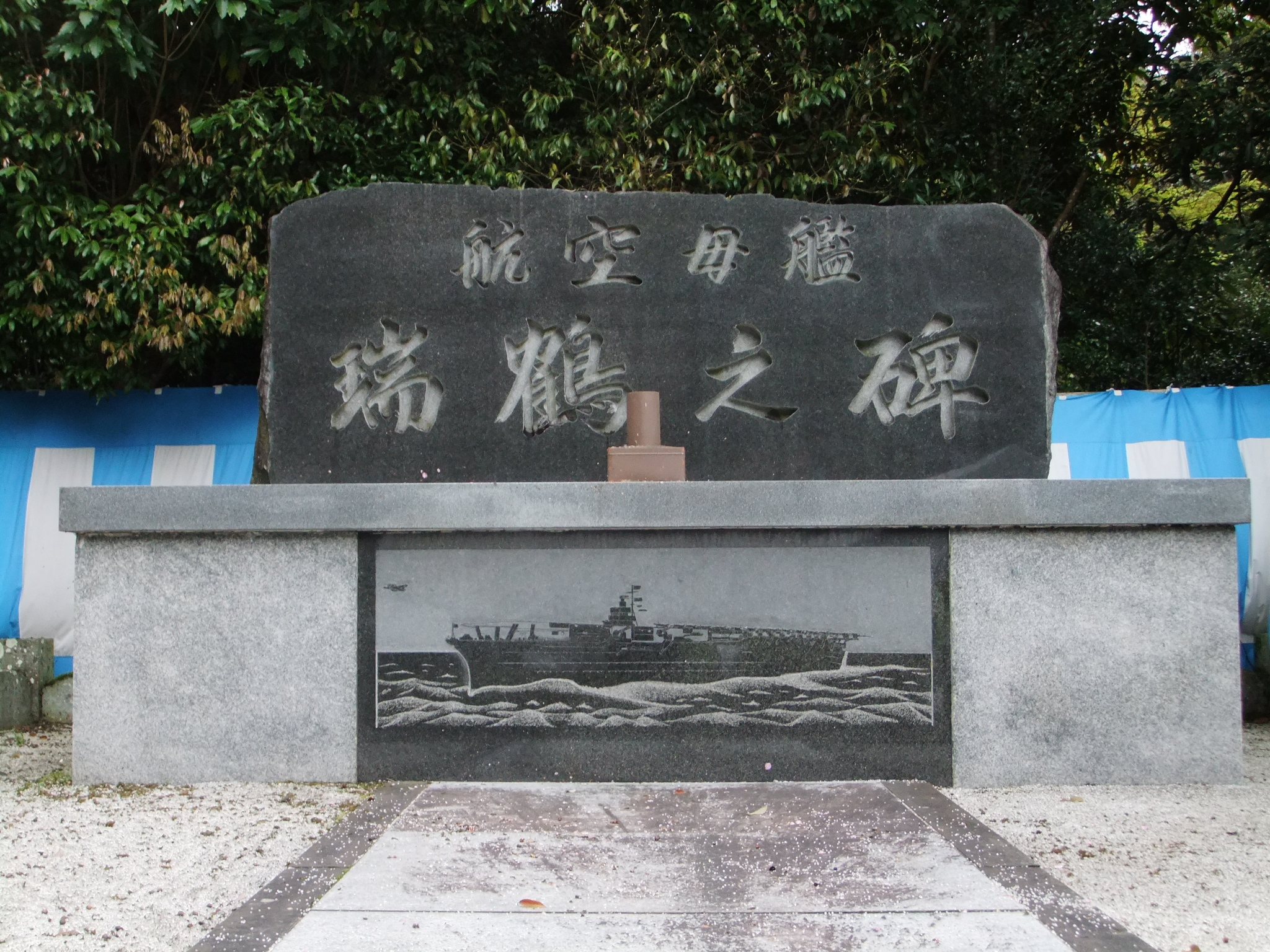
Памятник погибшим членам экипажа АВ Дзуйкаку (преф. Нара, З. Япония)
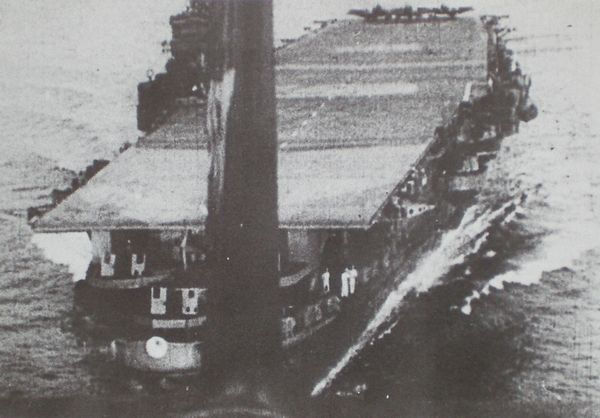
АВ Дзуйкаку в кадре художественного фильма Вылет торпедоносцев (1944 г.)

### Вылет торпедоносцев
23.9.1944 г. на стоянке Соединенного Флота ВМС производилась съемка художественного фильма Вылет торпедоносцев  (яп.  Райгэкитай сюцудо), в котором можно видеть последние кинокадры авианосцев Дзуйкаку, Дзуйхо и Хосё. Кроме корабельных единиц в фильме можно видеть кадры И-0, Т-97 и Тянь-Шань с палубы и из кабины. Часть кадров снималась до 1944 г., о чём говорит отсутствие камуфляжа на кораблях военного времени.

### Мемориал
В синтоистском святилище г. Касихара (преф. Нара, З. Япония) установлен памятник погибшим членам экипажа и макет треноги фок-мачты корабля.

### Высказывания
АВ Дзуйкаку стал последним авианосцем из состава сил 1-го АФл Императорской Японии, который принял участие во всех операциях первого периода войны, включая удар по Тихоокеанскому Флоту США. После уничтожения в Филиппинском море и расформирования в ноябре 1944 г. последнего соединения корабельной авиации ВМС (1-го МФл) Императорской Японии, его командующий вице-адмирал Д. Одзава считал, что страну ждет такая же гибель, какая постигла её ВМС и авиацию  (яп.  Нихон-но унмэй-га коно кидо бутай-но мацудзи-но ё-ни наттэ ику но дэ ва накаро ка).

### Комментарии
1. ↑  『<35>「あ」号作戦参加機動部隊兵力部署　指揮官　第一機動艦隊司令長官　小沢治三郎中将』(駆逐艦名は補足)

### На русском языке
- Сергей Сулига. Японские авианосцы Сёкаку и Дзуйкаку (Shokaku & Zuikaku) Боевые журавли Императорского флота (недоступная ссылка)
- Хорикоши Д., Окумия М., Кайдин М. Зеро! (Японская авиация во Второй мировой войне) — М: ACT, 2001, c. 255

В. В. Сидоренко, Е. Р. Пинак. Японские авианосцы Второй Мировой. Драконы Перл-Харбора и Мидуэя. — Москва: Коллекция, Яуза, Эксмо, 2010. — 160 с. — ISBN 978-5-669-40231-1.

### На английском языке
- John B. Lundstrom The First Team and the Guadalcanal Campaign: Naval Fighter Combat from August to November 1942, Naval Institute Press (July 1, 2005) ISBN 1591144728

### На японском языке

#### Историческая
- НИИ УНО. Серия История Тихоокеанской войны отдела военной истории. — Токио: Асагумо Симбун, 1969—1980./Боэйтё боэй кэнкю-сё сэнси-сицу Сэнси-сосё сандзюиккан, Асагумо Симбунся 1969—1980 нэн/防衛庁防衛研修所戦史室 戦史叢書第31巻, 朝雲新聞社, 1969-80年
  - НИИ УНО. т.29 Операции ВМС на Северном фронте. — Москва: Асагумо Симбун, 1969./Сэнси сосё дай 29 кан. Хоппо хомэн кайгун сакусэн., 1969 нэн/『戦史叢書29　北東方面海軍作戦』 朝雲新聞社 1969年。
  - НИИ УНО. т.31 Планы военного кораблестроения до ноября 1941 г.. — Токио: Асагумо Симбун, 1969./Кайгун гунсэнби (1). Сёва дзюхати нэн дзюити гацу мадэ. Сэнси сосё дай 31 кан.," 1974 нэн/『海軍軍戦備＜1＞ 昭和十六年十一月まで』戦史叢書第31巻, 1969年。
  - т.49. Южный фронт ВМС до наступления на о. Гуадалканал.. — Токио: Асагумо Симбун, 1969.//Сэнси сосё 49 кан. Нампо хомэн кайгун сакусэн (1). Гато даккан сакусэн кайси мадэ, 1971 нэн/『戦史叢書　南東方面海軍作戦(1)　ガ島奪還作戦開始まで』1971年。
  - т.71 Управление ВМС Ставки и Соединенный Флот ВМС, разд. 4, Оперативные планы третьего периода войны.. — Токио: Асагумо Симбун, 1974../Сэнси сосё 71 кан. Дайхонъэй кайгунбу-рэнго кантай. 4. Дайсандан сакусэн тюки, 1974 нэн/『戦史叢書71 大本営海軍部・連合艦隊4 第三段作戦中期』 1974年。

#### Воспоминания
- Принц Такамацу. Дневники принца Такамацу. Февраль-сентябрь 1943 г., т.6. — Токио: Тюо Корон, 1997./Такамацу-но мия Нобухито, Такамацу-но Мия никки дайроккан. Сёва 18 нэн 2 гацу 12 нити-～ Сёва 18 нэн 9 гацу., Тюо Коронся, 1997 нэн/高松宮宣仁親王著 『高松宮日記　第六巻　昭和十八年二月十二日～九月』 中央公論社, 1997年3月。ISBN 4-12-403396-6。
- Общество Д. Одзавы. Воспоминания о командующем. — Токио: Хара, 1971./Одзава тэйтоку канкокай Кайсо-но тэйтоку, Тюо Коронся, 1997 нэн/小沢提督伝刊行会編 『回想の提督　小沢治三郎』 原書房, 1971年, ASIN: B000J9GX12
- Р. Кусака. Воспоминания начштаба Соединенного Флота. — Токио: Ковадо, 1979./Кусака Рюносукэ, Рэнго кантай самботё-но кайсо, Ковадо, 1979 нэн/草鹿 龍之介 連合艦隊参謀長の回想 光和堂 1979/01 ISBN 4875380399
- М. Тэдзука. Линкор Мусаси, т.1. — Токио: Синтё, 2009. — ISBN 978-4-10-127771-4./Тэдзука Масаюки Гункан Мусаси. Ками кан, Синтё бунко, 2009 нэн/手塚正己 『軍艦武藏　上巻』 新潮文庫, 2009年. ISBN。
- Н. Мияо. От Дзуйкаку до Синко. Дневник корабельного врача. — Токио: Киндай Бунгэй, 1992. — ISBN 4-7733-1211-4./Мияо Наоя, Кубо Дзуйкаку-кара Синко-мару-мадэ. Кайгун гунъи никкисё, Киндай Бунгэйся, 1992 нэн./宮尾直哉 『空母瑞鶴から新興丸まで　海軍軍医日記抄』 近代文藝社, 1992年3月。ISBN.
- М. Тихая. ВМС и самоуспокоенность. — Токио: Намики, 1989. — ISBN 4890630023./Тихая Масатака, Ниппон кайгун-но огори-но хадзимари., Намики сёбо, 1989　нэн./千早 正隆　日本海軍の驕りの始まり　並木書房 (1989)
- К. Фукути. Рассказы о море, т.2. — Токио: Кодзин, 1982. — ISBN 4769801793./Фукути Канэо, Кайгун куросио моногатари (дзоку), Кодзинся, 1982 нэн/福地 周夫 (著) 海軍くろしお物語 (続) 光人社 (1982/6/1), ISBN
- К. Фукути. Обо всем и о прекрасных ВМС. — Токио: Кодзин, 1982. — ISBN 4769802870./Фукути Канэо, Кайгун бидан ёмояма моногатари, Кодзинся, 1985 нэн/福地 周夫 海軍美談よもやま物語 光人社 (1985/11/1) ISBN
- М. Тоёда. Непотопляемый Юкикадзэ. Славный путь счастливого эсминца.. — Токио: Кодзин, 2004. — ISBN 4769820275./Тоёда Минору, Юкикадзэ ва сидзумадзу. Кёун кутикукан эйко-но сёгай, Кодзинся, 2004 нэн/豊田 穣『雪風ハ沈マズ』―強運駆逐艦栄光の生涯 光人社NF文庫 2004/10/1
- М. Окумия. Авиаполк ВМС Рабаул.. — Токио: Гаккэн, 2001. — ISBN 4059010456./Окумия Масатакэ, Рабауру кайгун кокутай, Гаккэн кэнкюся, 2004 нэн/奥宮 正武 ラバウル海軍航空隊 学習研究社 (2001/03) ISBN
- К. Тодака. Сборник рассказов. История ВМС Японии.. — Токио: Кэнкю, 2009. — ISBN 978-4-569-70418-0./ Тодака Кадзунари, Кикикаки. Ниппон кайгунси, PHP Кэнкюся, 2009 нэн/戸高一成 『聞き書き・日本海軍史』 PHP研究所, 2009年8月。
- Ю. Фукуда. Соединенный Флот ВМС. Записки о боях у о. Сайпан и в заливе Лейте.. — Токио: Дзидзи цусин, 1981. — ISBN 4-7887-8116-6./ Фукуда Юкихиро, Рэнго кантай. Сайпан, Рэйтэ кайсэнки, Дзидзи цусинся, 1981 нэн/福田幸弘 『連合艦隊　サイパン・レイテ海戦記』 時事通信社, 1981年7月。ISBN。
- М. Обути. Молодые матросы на Тихоокеанской войне. В 16 лет в бой на лидере Оёдо.. — Токио: Кодзин, 2011. — ISBN 978-4-7698-2713-9./Обути Морио, Сёнэнхэй-но Тайхэйё сэнсо. Дзюнъёкан Оёдо 16-сай-но кайсэн, Эн-эф бунко. Кодзинся, 2011 нэн/小淵守男 『少年水兵の太平洋戦争　巡洋艦大淀16歳の海戦』 光人社NF文庫, 2011年11月。ISBN。
- М. Кобаяси. Пулеметчик линкора Ямато. Военная исповедь эпохи Сёва.. — Токио: Кодзин, 1995. — ISBN 4769820879./Кобаяси Масанобу, Сэнкан Ямато кидзюин-но татакаи сёгэн. Сёва-но сэнсо, Эн-эф бунко. Кодзинся, 1995 нэн/小林 昌信 『戦艦「大和」機銃員の戦い―証言・昭和の戦争』 光人社NF文庫, 1995年5月。 ISBN
- К Сато. Победители диктуют условия. Воспоминания 17 командиров кораблей о Тихоокеанской войне, т. 2.. — Токио: Кодзин, 1995. — ISBN 4-7698-2106-9./Сато Кадзумаса, Кантётати-но Тайхэйё сэнсо. Дзокухэн. 17-нин-но кантётати-га кататта сёся-но дзёкэн., Эн-эф бунко. Кодзинся, 1995 нэн/佐藤和正 『艦長たちの太平洋戦争 続編　17人の艦長が語った勝者の条件』 光人社NF文庫、1995年12月。ISBN。

#### Сборники
- Сборник. Фронтовые записки командиров в Тихоокеанской войне.. — Токио: Кодзин, 2003. — ISBN 4769823797167.
- Серия Картины истории. Тихоокеанская война, т.13 "Авианосцы проекта Сёкаку.. — Токио: Гакусю, 1996. — ISBN 4-05-601426-4. /Рэкиси Гунсё., Тайхэйё сэнсо сиридзу., Сёкаку-гата кубо, Гакусю кэнкюся, 1996 нэн/歴史群像　太平洋戦史シリーズvol.13『翔鶴型空母』学習研究社, 1996年

#### Журнал Мару
- Журнал Мару. Спецвыпуск №131 Авианосцы Японии в войне.. — Токио: Кодзин, 1988./Мару супесяру № 131, Сэндзитю-но Ниппон кубо, Кодзинся, 1988 нэн./丸スペシャルNo131『戦時中の日本空母III』40-42
- Сборник. Маневренные силы. Мы яростно сражались над морем!. — Токио: Кодзин, 2010./Дзасси Мару хэнсюбу, Кубо кидо бутай. Ватаси ва хидзё-но кайкусэн-о ко татакатта!, Кодзинся, 2010 нэн./雑誌「丸」編集部 『空母機動部隊 私は非情の海空戦をこう戦った！』 光人社, 2010年7月。
- Приложение к спецвыпускам Корабельная техника в схемах и картинках. № 3. Авианосцы Японии, 2012 г., изд. Кодзин/Мару супесяру токубэцу дзоканго, Сясин-то дзу-дэ миру гункан мэка 3. Дзэнтокусю. Ниппон-но кубо, Кодзинся, 2012 нэн., /丸スペシャル特別増刊号『写真と図で見る軍艦メカ3　全特集　日本の空母』, 光人社, 2012年, ISBN 4769815158
- Приложение к спецвыпускам Корабельная техника в схемах и картинках. № 3. Авианосцы Японии, 2012 г., изд. Кодзин/Мару супесяру токубэцу дзоканго, Сясин-то дзу-дэ миру гункан мэка 3. Дзэнтокусю. Ниппон-но кубо, Кодзинся, 2012 нэн., /丸スペシャル特別増刊号『写真と図で見る軍艦メカ3　全特集　日本の空母』, 光人社, 2012年, ISBN 4769815158
- Сборник Вторая Мировая Война. Авианосцы Японии. Большой словарь, приложение к журналу Мару, сентябрь 2018 г., изд. Кодзин, / Мару 9 гацу бэссацу, Дайнидзи сэкай тайсэн. Ниппон-но кубо. Дайдзитэн, Кодзинся, 2018 нэн., /丸 MARU 9月別冊 第二次世界大戦「日本の空母」大事典, ASIN: B07FT6DG4V
- Сборник Фотографии Тихоокеанской войны, т. 1, 2015 г., изд. Кодзин, /Дзасси Мару хэнсюбу, Кэттэйбан. Сэсин Тайхэйё сэнсо., Кодзинся, 2015 нэн. , /雑誌「丸」編集部 『決定版 写真太平洋戦争〈1〉』潮書房光人社, 2015年4月, ISBN 476981593X

#### МатериалыНИИМинобороны Японии

##### Оперативные журналы
- Оперативные журналы. C08030036200,МФл №1, март-ноябрь 1944 г.../Ref.C08030048700 Сёва 19 нэн 3 гацу 1-ти-～ Сёва 19 нэн 11 гацу 15 нити. Дайити кидо кантай сэндзи нисси/ Ref.C08030036200 『昭和19年3月1日～昭和19年11月15日　第1機動艦隊戦時日誌』。
- Оперативные журналы. операции А 1942-43 гг.. — страниц=./Ref. C08030769100 Сёва 17 нэн 6 гацу 1-ти-～ Сёва 19 нэн 6 гацу 30 нити. Дайнана сэнтай сэндзи нисси (1)/Ref.C08030039800 『昭和17年6月1日～昭和19年6月30日　あ号作戦戦時日誌戦闘詳報(1)』。
- Оперативные журналы. ДКР №7 ВМС, январь 1943 г.. — 1943./Ref.C08030769100, Оперативные журналы /Ref.C08030048700 Сёва 18 нэн 1 гацу 1-ти-～ Сёва 18 нэн 1 гацу 31 нити. Дайнана сэнтай сэндзи нисси/(1)/Ref.C08030769100 『昭和18年1月1日～昭和18年1月31日 第7戦隊戦時日誌(1)』。
- Оперативные журналы. ДКР №8 ВМС, январь 1942 г. - январь 1944 г.. — 1944./Ref.C08030048700 Сёва 17 нэн 1 гацу 12 нити-～ Сёва 19 нэн 1 гацу 1-ти. Дайтоа сэнсо сэнто сёхо сэндзи нисси. Дайхати сэнтай (6)/ Ref.C08030048700 『昭和17年1月12日～昭和19年1月1日　大東亜戦争戦闘詳報戦時日誌　第8戦隊(6)』。
- Оперативные журналы. ДЭМ №2 ВМС, май-июль 1943 г.. — 1943./Ref.C08030100200 Сёва 18 нэн 5 гацу 1-ти-～ Сёва 18 нэн 7 гацу 19 нити. Дай-ни суйрай сэнтай сэндзи нисси сэнто сёхо (1)/Ref.C08030100200 『昭和18年1月1日～昭和18年5月31日　第2水雷戦隊戦時日誌戦闘詳報(1)』。
- Оперативные журналы. ДЭМ №4 ВМС, май-июль 1943 г.. — страниц=./Ref.C08030116900 Сёва 18 нэн 5 гацу 1-ти-～ Сёва 18 нэн 7 гацу 19 нити. Дай-ён суйрай сэнтай сэндзи нисси сэнто сёхо (1)/Ref.C08030116900 『昭和18年5月1日～昭和18年7月19日　第4水雷戦隊戦時日誌戦闘詳報(1)』。
- Оперативные журналы. lvi дэм, июнь-июль 1944 г.. — 1944./Ref. C08030150500 Сёва 19 нэн 6 гацу 20 нити-～ Сёва 18 нэн 7 гацу 10 нити. Дай-ити кутикутай сэнто сёхо (1)/Ref.C08030150500 『昭和19年6月20日～昭和19年7月10日　第61駆逐隊戦闘詳報(1)』。
- Оперативные журналы. батальона ОВР Саики, январь 1943 г.. — 1943./Ref.C08030402500 Сёва 18 нэн 1 гацу 1-ти-～ Сёва 18 нэн 1 гацу 25 нити. Саики бобитай сэндзи нисси сэнто сёхо (2)/Ref.C08030402500 『昭和18年1月1日～昭和18年1月25日　佐伯防備隊戦時日誌戦闘詳報(2)』。
- Оперативные журналы. батальона ОВР Курэ, декабрь 1942 г.- май 1943 г.. — 1943./ /Ref.C08030367800 Сёва 17 нэн 12 гацу 1-ти-～ Сёва 18 нэн 5 гацу 31 нити. Курэ бобитай сэндзи нисси сэнто сёхо (2)/ Ref.C08030367800 『昭和17年12月1日～昭和18年5月31日　呉防備戦隊戦時日誌戦闘詳報(8)』.
- Оперативные журналы операции Победа-1. сводное соединение Дзуйкаку-Хюга./Ref. C08030038000 "Сёва 19 нэн 10 гацу 1 нити～Сёва 19 нэн 11 гацу 5 нити. Сё-го сакусэн сэндзи нисси. Гункан Дзуйкаку-гункан Хюга (Гункан Дзуйкаку сэндзи нисси.)/Ref. C08030038000『昭和19年10月1日～昭和19年11月5日　捷号作戦戦時日誌(1)軍艦瑞鶴・軍艦日向』。（軍艦瑞鳳戦時日誌）

##### Боевые донесения
- Боевые донесения. АВ Дзуйкаку в ходе операции Победа-1, т.1. — 20-25.10. 1944 г../Ref. C08030582100 Сёва 19 нэн 10 гацу 20 нити-～ Сёва 19 нэн 10 гацу 25 нити. Гункан Дзуйкаку Сё-итиго сакусэн сэнто сёхо (2)/Ref.C08030582100 『昭和19年10月20日～昭和19年10月25日　軍艦瑞鶴捷1号作戦戦闘詳報(1)』。
- Боевые донесения. АВ Дзуйкаку в ходе операции Победа-1, т.2. — 20-25.10.1944 г../Ref. C08030582100 Сёва 19 нэн 10 гацу 20 нити-～ Сёва 19 нэн 10 гацу 25 нити. Гункан Дзуйкаку Сё-итиго сакусэн сэнто сёхо (2)/Ref.C08030582100 『昭和19年10月20日～昭和19年10月25日　軍艦瑞鶴捷1号作戦戦闘詳報(1)』。

Ref.C08030582200 『昭和19年10月20日～昭和19年10月25日　軍艦瑞鶴捷1号作戦戦闘詳報(2)』。
- Боевые донесения. ПБ Ниссин. — осень-лето 1942-43 гг../Ref.C08030367800 Сёва 17 нэн 9 гацу 11 нити-～ Сёва 18 нэн 7 гацу 22 нити. Гункан Ниссин сэнто сёхо (2)/Ref.C08030586800 『昭和17年9月11日～昭和18年7月22日　軍艦日進戦闘詳報(2)』.
- Боевые донесения. ЭМ Симоцуки. — 25.10.1944 г../Ref. C08030590100 Сёва 19 нэн 10 гацу 25 нити. Кутикукан Симоцуки сэнто сёхо (2)/Ref. C08030590100『昭和19年10月25日　駆逐艦霜月戦闘詳報』。
- Боевые донесения. лидера Оёдо в ходе операции Победа-1, т.1. — осень 1944 г../Ref. C08030577500 Сёва 19 нэн 10 гацу 20 нити-～ Сёва 19 нэн 10 гацу 25 нити. Гункан Оёдо Сё-итиго сакусэн сэнто сёхо (2)/Ref. C08030577500『昭和19年10月20日～昭和19年10月25日　軍艦大淀捷1号作戦戦闘詳報(1)』。

##### Приказы
- Приказы ВМС. C13072087300, 10.10.1942 г., Приказ №961 о кадровых назначениях ВМС.. — 1942.
- Приказы ВМС. C13072086300, 14.7.1942 г., Приказ № 899 о кадровых назначениях ВМС. — 1942.
- Приказы ВМС. C13072088000, 11.11.1942 г., Приказ №985 о кадровых назначениях ВМС. — 1942.
- Приказы ВМС. C13072088300, 24.11.1942 г., Приказ №994 о кадровых назначениях ВМС. — страниц=.
- Приказы ВМС. C13072094800, 07.12. 1943 г., Приказ №1276 от о кадровых назначениях ВМС. — страниц=.
- Приказы ВМС. C13072094900, 20.12. 1943 г., Приказ №1284 о кадровых назначениях ВМС. — 1943.
- Приказы ВМС. C13072096500, 8.3. 1944 г., Приказ №1362 о кадровых назначениях ВМС. — 1944.
- Приказы ВМС. C13072102000, 11.15. 1944 г., Приказ №1646 о кадровых назначениях ВМС. — 1944.